# Société nationale des chemins de fer français
SNCF
Pour les articles homonymes, voir Société nationale des chemins de fer.
La Société nationale des chemins de fer français — usuellement appelée SNCF — est l'entreprise ferroviaire publique française, créée le 1er janvier 1938 par convention entre l'État et les compagnies de chemin de fer préexistantes, en application du décret-loi du 31 août 1937.
À sa création en 1938, la SNCF est constituée sous la forme d'une société anonyme d'économie mixte. Elle devient un établissement public à caractère industriel et commercial (EPIC) en 1983 puis, en 2015, est divisée en trois EPIC nommés SNCF, SNCF Réseau et SNCF Mobilités. Depuis le 1er janvier 2020, la SNCF est une société anonyme à capitaux publics. La SNCF devient la société mère du groupe SNCF constitué de plusieurs filiales dont SNCF Réseau, SNCF Gares & Connexions, SNCF Voyageurs, le GIE Optim'services, Rail Logistics Europe, Geodis et Keolis.
Le groupe SNCF est notamment présent dans les domaines du transport de voyageurs et de marchandises, et réalise la gestion, l'exploitation et la maintenance du réseau ferré national appartenant à l'État. Le groupe contrôle plusieurs centaines de filiales présentes dans des activités liées au transport de personnes ou de marchandises, à la logistique ou à des activités d'études et d'ingénierie des transports, mais parfois fort éloignées du chemin de fer. Ces filiales de droit privé d'entreprises sont tenues par la société de portefeuille SNCF Participations et ses sous-holdings, dont quelques-uns groupent ces filiales et participations selon la branche d'activité industrielle. Cette coexistence de sociétés nationales et d'entreprises entièrement de droit privé est présente dans chaque branche d'activités industrielles.
Chaque jour, la SNCF fait circuler en moyenne 15 000 trains commerciaux, achemine cinq millions de voyageurs et transporte 250 000 tonnes de marchandises. Par son volume d'activité et la taille de son réseau, la SNCF constitue la troisième entreprise ferroviaire européenne, après la Deutsche Bahn et les Chemins de fer russes.

## Histoire

### Création de la SNCF et Seconde Guerre mondiale
La Société nationale des chemins de fer français (SNCF) est créée par convention du 31 août 1937 entre l’État et les différentes compagnies des chemins de fer privées de l'époque : Nord, Est, Paris à Orléans, Midi, Paris à Lyon et à la Méditerranée, auxquelles s'ajoutent les Syndicats du Chemin de fer de la grande ceinture et de la petite ceinture et les deux administrations nationales, les chemins de fer d'Alsace et de Lorraine et les chemins de fer de l’État. Le 1er janvier 1938, l’exploitation des lignes de ces anciennes compagnies, syndicats et administrations est transférée à la nouvelle SNCF, les anciennes compagnies de chemin de fer restant propriétaires de leur domaine privé. Cette convention a été validée par décret-loi du 31 août 1937 alors que les réseaux comptabilisaient des pertes cumulées de 30 milliards de francs. La SNCF exploite alors un réseau comportant 42 500 km de voies dont 8 % sont électrifiées et emploie 515 000 cheminots. Elle s'organise autour de cinq régions : Est, Nord, Ouest, Sud-Est et Sud-Ouest. Ces régions correspondent, approximativement, aux anciens réseaux privés et publics. Pour rétablir l'équilibre financier de la SNCF un plan de fermeture de 10 000 km de lignes est adopté par le  troisième gouvernement Chautemps. La SNCF reprend également l'exploitation des lignes de la Société royale grand-ducale des chemins de fer Guillaume-Luxembourg (GL).
La SNCF est créée, à l'origine, sous le régime d'une société anonyme d'économie mixte, pour une durée de 45 ans, l'État possédait 51 % du capital, les 49 % restant appartenant aux actionnaires des sociétés financières ayant succédé aux anciennes compagnies. Les agents de la SNCF ne sont pas des fonctionnaires mais la plupart des membres du personnel (dits « cadre permanent ») bénéficient d'un statut particulier depuis 1920 (« statut cheminot ») et d'un régime spécial de retraite. Les personnels contractuels sont affiliés au régime général de la sécurité sociale créée au lendemain de la Seconde Guerre mondiale.
À la suite de la signature de l'armistice du 22 juin 1940 entre la France et l'Allemagne, en application de l'article 13 de la convention d'armistice, les chemins de fer de la zone occupée (soit les deux tiers du réseau SNCF) et le « personnel spécialisé nécessaire » sont mis à la disposition de l'occupant, qui fixe les priorités (ce sera de même pour les routes et voies navigables). L'Alsace-Moselle étant annexée, son réseau ferroviaire ainsi que le réseau Guillaume-Luxembourg sont exploités par la Deutsche Reichsbahn.
Dès l'été 1940, l'occupant allemand effectue des prélèvements de matériel sur le réseau français, le premier ordre portant sur 1 000 locomotives et 35 000 wagons.
À partir de 1941, les locomotives à vapeur de la SNCF sont équipées du traitement intégral Armand (TIA).
Après la rafle du Vel d'Hiv, les 16 et 17 juillet 1942, les juifs arrêtés sont déportés par les autorités françaises dans des trains de la SNCF vers les camps de Drancy, Pithiviers et Beaune-la-Rolande. Le 31 octobre 1942, un conducteur de locomotive, Léon Bronchart, a refusé de conduire un train de prisonniers ; c'est le seul cas connu. Des trains de déportés sont partis vers la frontière allemande jusqu'en 1944. Au total, environ 76 000 juifs et 86 000 déportés politiques, tziganes, résistants, homosexuels ont été envoyés de France vers les camps de la mort. En 2014, le gouvernement français a accepté de payer une pénalité de 60 millions de dollars au gouvernement américain pour avoir transporté des Américains vers les camps de la mort durant la Seconde Guerre mondiale.
La répression exercée par les occupants allemands ou par le régime de Vichy étant implacable, 2 200 agents de la SNCF sont morts en prison, déportés, exécutés avant ou après un procès. Les cheminots tués sous les drapeaux en 1940 et en 1944-1945, par balles ou mines dans le cours de leur activité ou lors de bombardements, sont environ 7 500.
Durant la Seconde Guerre mondiale, le réseau ferré est gravement endommagé. La SNCF perd près de 20 % de l'ensemble de ses moyens.
À l'occasion de la présentation en novembre 2010 d'un projet de train à grande vitesse entre Tampa et Orlando aux États-Unis, la SNCF exprime pour la première fois ses regrets pour son rôle dans la déportation de juifs français durant la Seconde Guerre mondiale.

### Après guerre: renouveau et vitesse

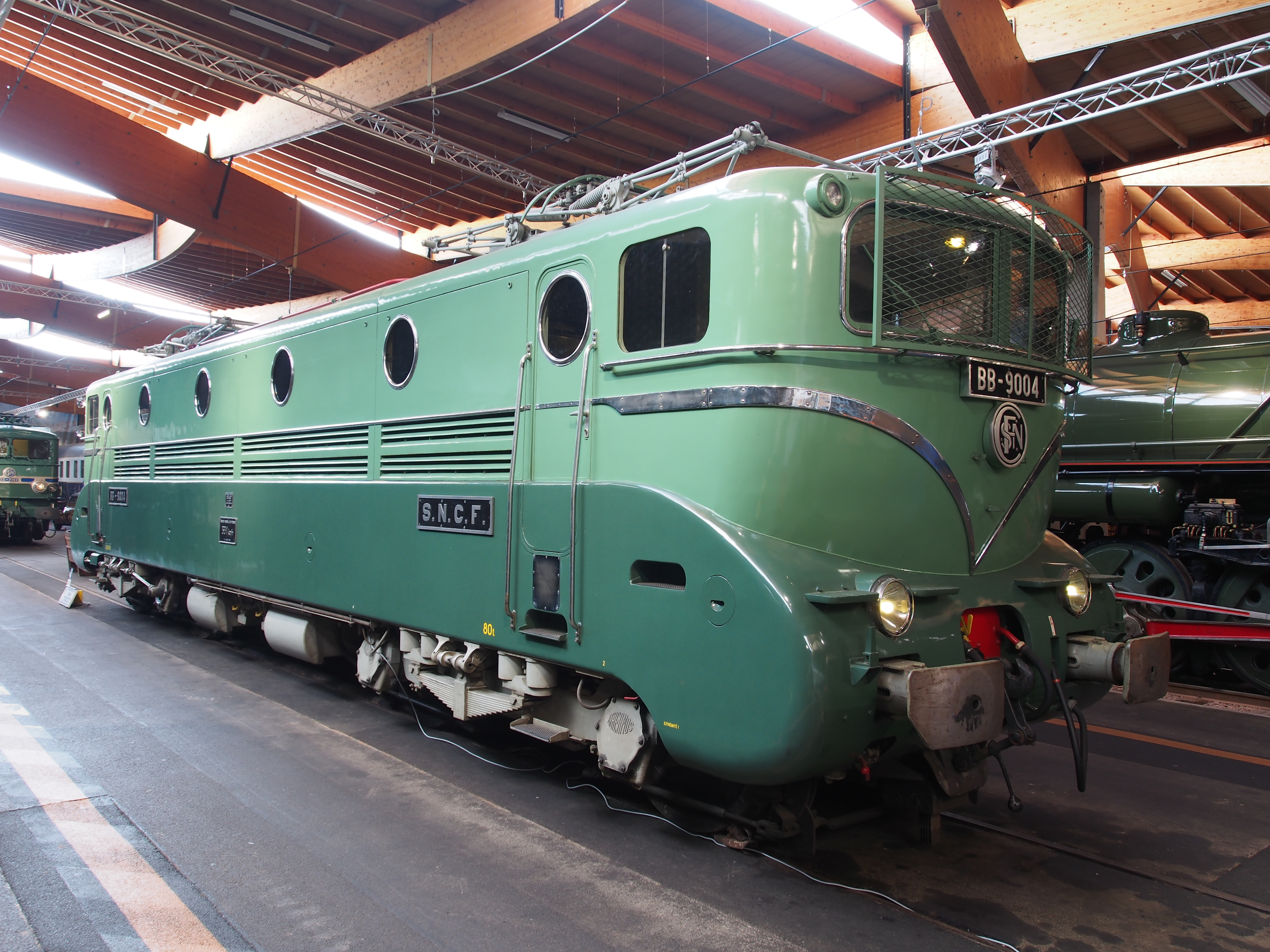
La BB 9004, codétentrice du record de vitesse sur rail de 1955.

Après de longues années de reconstruction et de modernisation du réseau, la SNCF retrouve une activité commerciale équivalente à celle d'avant-guerre et peut s'enorgueillir d'exploits techniques. Les 28 et 29 mars 1955 les locomotives CC 7107 et BB 9004 de la SNCF atteignent 331 km/h, double record du monde de vitesse. Dans les années 1950, est définitivement mis au point, par les ingénieurs de la SNCF, l'usage de l'électrification par courant alternatif « à fréquence industrielle », qui se généralise par la suite en France et dans le monde.
La SNCF supprime la 3e classe le 3 juin (mesure européenne).
Afin de reconquérir une clientèle d'hommes d'affaires, la SNCF participe, dès sa création en 1957, au réseau des trains Trans-Europ-Express (TEE). Parallèlement, elle renouvelle son matériel pour ses « trains drapeaux » en commandant des nouvelles voitures inox.
En 1967, le Capitole est le premier train à atteindre 200 km/h en service commercial, sur une partie de son trajet (Orléans-Vierzon) qui relie Paris et Toulouse. À la fin des années 1960, pour moderniser ses « trains drapeaux », la SNCF met en service de nouvelles voitures dites « Grand confort » sur certaines relations entre Paris et la province.
Une convention signée le 27 janvier 1971 modifie substantiellement la convention du 31 août 1937. Cette nouvelle convention donne à la SNCF une autonomie de gestion. Elle met à la charge de l'État la compensation financière des obligations de service public qu'il lui impose. En contrepartie, la société doit rétablir son équilibre financier. Cette convention est approuvée par un décret le 7 avril 1971. Un décret du 23 décembre suivant approuve le nouveau cahier des charges auquel est soumis la SNCF.
Face à la concurrence de l'automobile ainsi qu'à l'émergence de transports guidés innovants, tel l'aérotrain, et de nouveaux avions à décollage court, la SNCF se lance dans la grande vitesse ferroviaire, avec le prototype TGV 001 livré en 1972.
Au début des années 1970, pour accroître la vitesse sur les lignes non électrifiées et moyennement armées, la SNCF met en service de nouvelles rames automotrices éléments à turbine à gaz (ETG) propulsées par une turbine à gaz, appelées turbotrains, auxquelles succéderont les rames rames à turbines à gaz (RTG). Outre l’aspect innovant de leur propulsion, un temps envisagé pour le futur TGV, et de leur légèreté, les ETG Paris-Caen-Cherbourg marquent une rupture commerciale avec le passé ; quasi-cadencement (plusieurs trains à heure fixe au cours de la journée), accès de la vitesse aux voyageurs de 2de classe sans supplément (en rupture avec la philosophie des « trains d’affaires avec suppléments », tels les Trans-Europ-Express). Autant de nouveautés qui seront reprises au lancement du TGV.
Le 31 mars 1974, la 141 R 73 du dépôt de Sarreguemines est la dernière locomotive à vapeur de la SNCF qui effectue un service commercial. Un an plus tard, le 9 juin 1975, apparaissent les premières voitures Corail. Leur couleur extérieure (bicolore avec porte d’accès de couleur vive), leur aménagement intérieur (sièges disposés de chaque côté d’un couloir central s’inspirant d’une cabine d’avion, climatisation dans les deux classes, siège en binôme en 2de classe séparé par un accoudoir relevable, tablette de lecture relevable) et leur douceur de roulement tranchaient radicalement des autres matériels classiques en service, parfois datant d’avant-guerre, donnant ainsi un effet de jeunesse et de modernité au transport ferroviaire que souhaite incarner la SNCF face à la concurrence automobile.
Au cours de son histoire, la SNCF a fait appel à des designers de renom, tels que Paul Arzens, Jacques Cooper et Roger Tallon, pour l'aspect intérieur et extérieur de ses matériels roulants, mais aussi pour la signalétique et son identité visuelle.

### Changement de statut et TGV

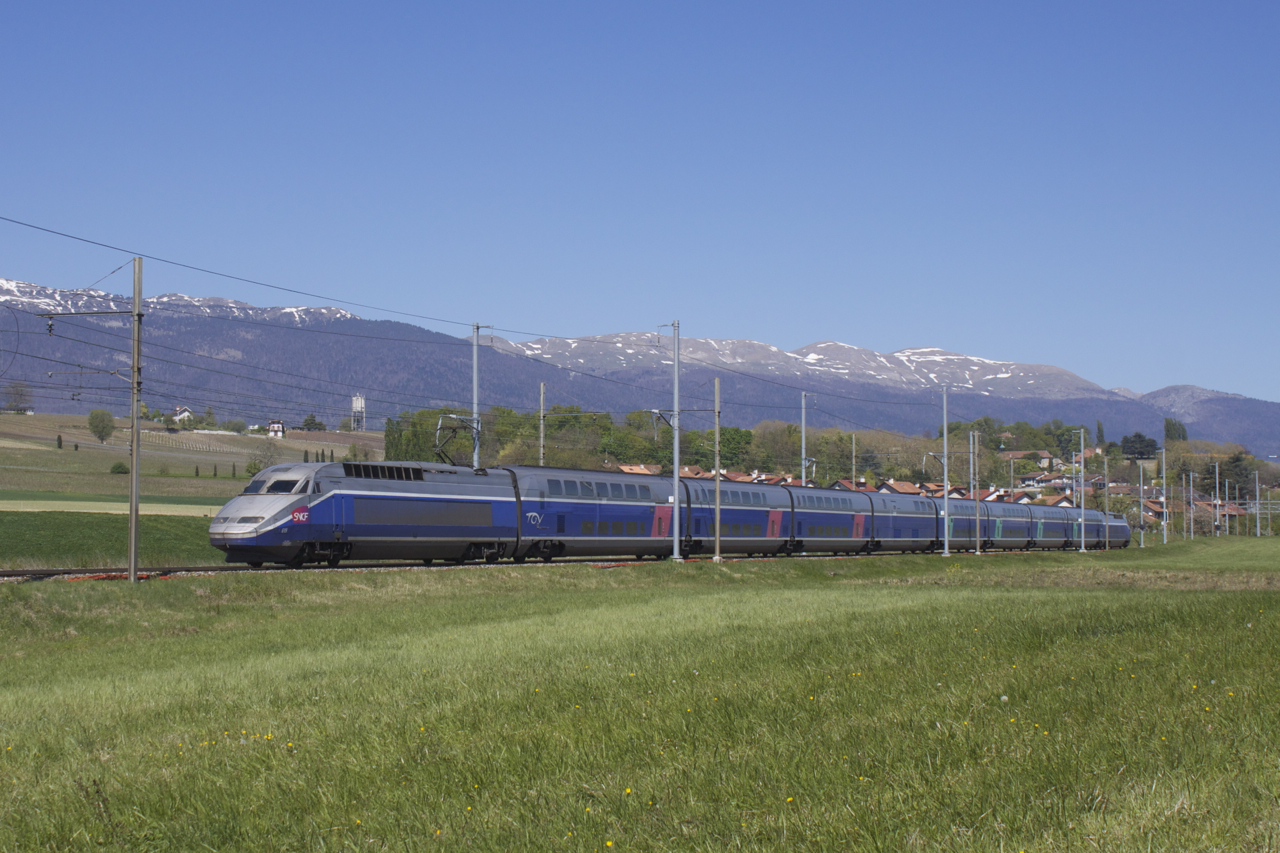
Un TGV Réseau duplex.

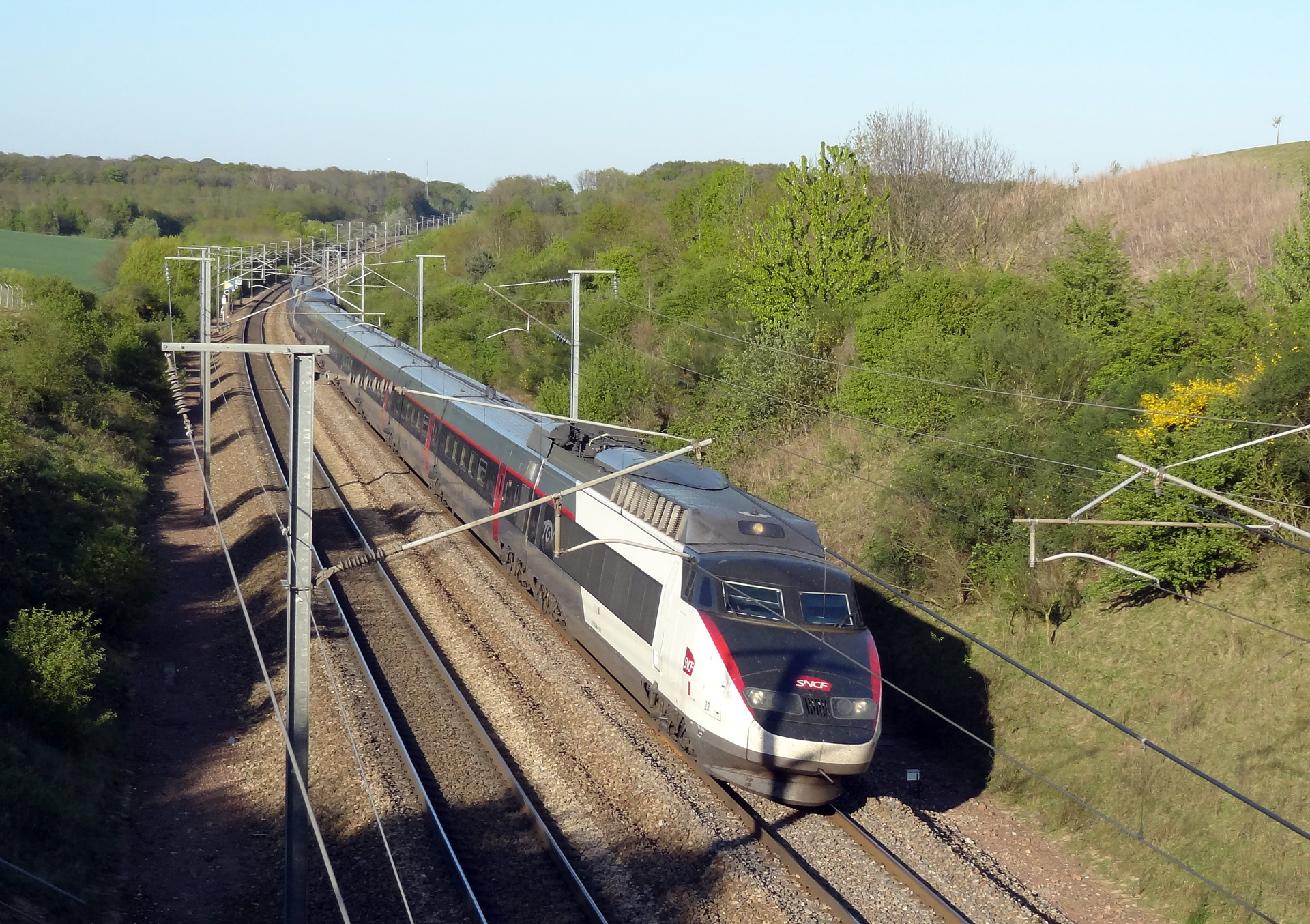
Un TGV portant la nouvelle livrée Carmillon.

Le lancement commercial du TGV a lieu le 27 septembre 1981 entre Paris et Lyon. L’innovation est non seulement technique, mais aussi commerciale avec la réservation obligatoire. Depuis cette date, le réseau français de lignes à grande vitesse (LGV) n'a cessé de croître avec plus de 2 700 km en service depuis juillet 2018. Le réseau est un des plus denses et des plus importants en Europe.
Au 1er janvier 1983, l'ensemble des actifs de la société d'économie mixte constituée entre l'État et les grands réseaux de chemin de fer revient à l'État selon les termes de la convention signée en 1937. L'État, anticipant cette échéance, décide de constituer un établissement public à caractère industriel et commercial qui est doté du patrimoine et du personnel de la société d'économie mixte. Le 30 décembre, est promulguée la Loi d'orientation des transports intérieurs (LOTI) qui crée l'établissement public à caractère industriel et commercial dénommé Société nationale des chemins de fer français. Les agents de l'ancienne société d'économie mixte sont transférés à la nouvelle entité en conservant leur statut spécifique. En lieu et place de la convention de 1937 et de ses avenants, un cahier des charges approuvé par décret et des « contrats de plan » pluriannuels règlent l'ensemble des relations entre l'État et l'entreprise.
La marque TER, Transport express régional, est créée en 1987.

### Directive européenne sur la gestion du réseau ferroviaire et création de RFF
Au début des années 1990, la directive européenne 91/440 vise à permettre une ouverture à la concurrence. Elle impose la séparation de la gestion de l'infrastructure et de l'exploitation des services de transport, c'est-à-dire la distinction du gestionnaire de l'infrastructure et des entreprises ferroviaires ; l'instauration de droits d'accès et de transit pour les « regroupements internationaux » de transport de fret. Elle ne sera transposée par décret dans le droit français qu'en 1995. En outre, l'article premier de cette directive a été abrogé en 2001 par la directive 2001/12/CE.
Cette même année 1995, une importante crise due essentiellement au projet de réforme des retraites des cheminots lancée par le gouvernement Alain Juppé se traduit par une longue grève. Le projet est finalement abandonné. Aucun contrat de plan n'a été signé, mais l'État continue d'apporter une aide correspondant aux prestations dites de service public qui incluent : les tarifs spéciaux pour les voyageurs des « Grandes Lignes » (réduction pour les familles nombreuses, pour les militaires, etc.) ; elles représentent en 2006 environ 80 millions d'euros dans les comptes de la SNCF (sur un chiffre d'affaires de 17 milliards d'euros). L'exploitation des transports express régionaux (TER) est réalisée sur la base de conventions avec les régions, devenues autorités organisatrices de transports (AOT) de ceux-ci.
L'année 1996 voit l'arrivée de nouvelles réformes à caractère législatif. Elles sont portées par Anne-Marie Idrac, alors secrétaire d'État aux Transports. Elles comprennent la création d'un nouvel établissement public à caractère industriel et commercial chargé de gérer le réseau et l'infrastructure. C'est ainsi que Réseau ferré de France (RFF) est créé le 13 février 1997 par scission de la SNCF. RFF devient alors propriétaire de l'infrastructure et décideur en matière d'aménagement, de développement et de valorisation du réseau, mais son exploitation et son entretien sont délégués à la SNCF.
Le rapport de la Cour des comptes de 2007 relève que la séparation entre gestion de l'infrastructure et de l'exploitation telle qu'elle a été effectuée en 1997 allait « au-delà des exigences » de l'article 1 de la directive 91-440, qui n'exigeait qu'une séparation comptable.
Concomitamment à la création de RFF, l'expérimentation de la régionalisation des services de transports régionaux de voyageurs donne aux régions qui y participent la responsabilité de définir le service public régional et leur transfère les financements de l'État. Cette expérimentation imaginée par Anne-Marie Idrac sera généralisée à toutes les régions en 2002 par le ministre Jean-Claude Gayssot. En 2007, le renouvellement de nombreuses conventions TER entre les régions et la SNCF marque le succès de cette politique de décentralisation, qui a permis une relance des investissements, notamment dans le matériel roulant, et conduit à des taux de croissance du trafic proches de 10 %[réf. nécessaire] par an.
Dans le cadre de cette réforme, un contrat va formaliser ces nouvelles relations : c'est le « pacte de modernisation ». L'État s'engage alors à désendetter la SNCF et à garantir les acquis des cheminots. Il garantit aussi l'exploitation exclusive de la SNCF sur le réseau ferré. La SNCF s'engage en contrepartie à rédiger un projet industriel, à se recentrer sur le client et à rééquilibrer ses comptes. Concrètement, cela veut dire :
- pour les voyageurs : des trains plus ponctuels, plus de trains là où il y en a besoin, avec plus de services, en toute sécurité ;
- pour la SNCF : un modèle économique équilibré ;
- pour les cheminots : une vision claire de l’avenir, avec des métiers attractifs et une reconnaissance de leur rôle ;
- pour les contribuables : la garantie que chaque euro pour le service public ferroviaire soit dépensé efficacement[21].

En 1997, la propriété du réseau est donc transférée à Réseau ferré de France, qui reçoit également la charge de la dette liée à l'infrastructure. La SNCF conserve la mission d'exploiter les services de transport et la partie « commerciale » des gares, et doit acquitter à RFF une redevance pour l'utilisation des voies et de la partie « ferroviaire » des gares. Par ailleurs, bien que la gestion de la circulation et l'entretien du réseau soient de la compétence de RFF qui est le gestionnaire de l'infrastructure, c'est en pratique la SNCF, gestionnaire délégué de l'infrastructure, qui exécute ces tâches pour le compte de RFF, dans le cadre d'une convention entre les deux EPIC.
Cette réforme avait pour but de rendre plus transparentes les relations financières entre l'État actionnaire et les entreprises ferroviaires, en vue de les assainir progressivement, et, à ce titre, de désendetter la SNCF et de rationaliser économiquement les investissements désormais portés par RFF sous condition de rentabilité mais aussi de permettre, dans des conditions non discriminatoires, l'arrivée de nouveaux exploitants ferroviaires (y compris sociétés privées), qui devaient concurrencer la SNCF sur les mêmes voies.
Sur le premier aspect, la réforme a permis à la SNCF, désendettée, de redresser sa situation économique, notamment grâce à l'exploitation commercialement efficace des TGV ; après de nombreux conflits entre RFF et la SNCF (à propos du patrimoine, de l'exécution des prestations d'entretien…), une convention pluriannuelle passée entre les deux entreprises en 2007 clarifie ces relations pour la gestion déléguée de l'infrastructure confiée à la SNCF. La question du niveau des péages reste en revanche un sujet de débat non stabilisé. Sur le second aspect — permettre une ouverture à la concurrence —, celle-ci n'a été décidée par le gouvernement français qu'en avril 2006 pour le fret ; cette libéralisation conduit la SNCF à lancer un plan de restructuration de son activité fret, déficitaire depuis 1998. La prochaine étape de concurrence prévue par les textes européens est fixée au 1er janvier 2010 pour les trains de voyageurs internationaux.

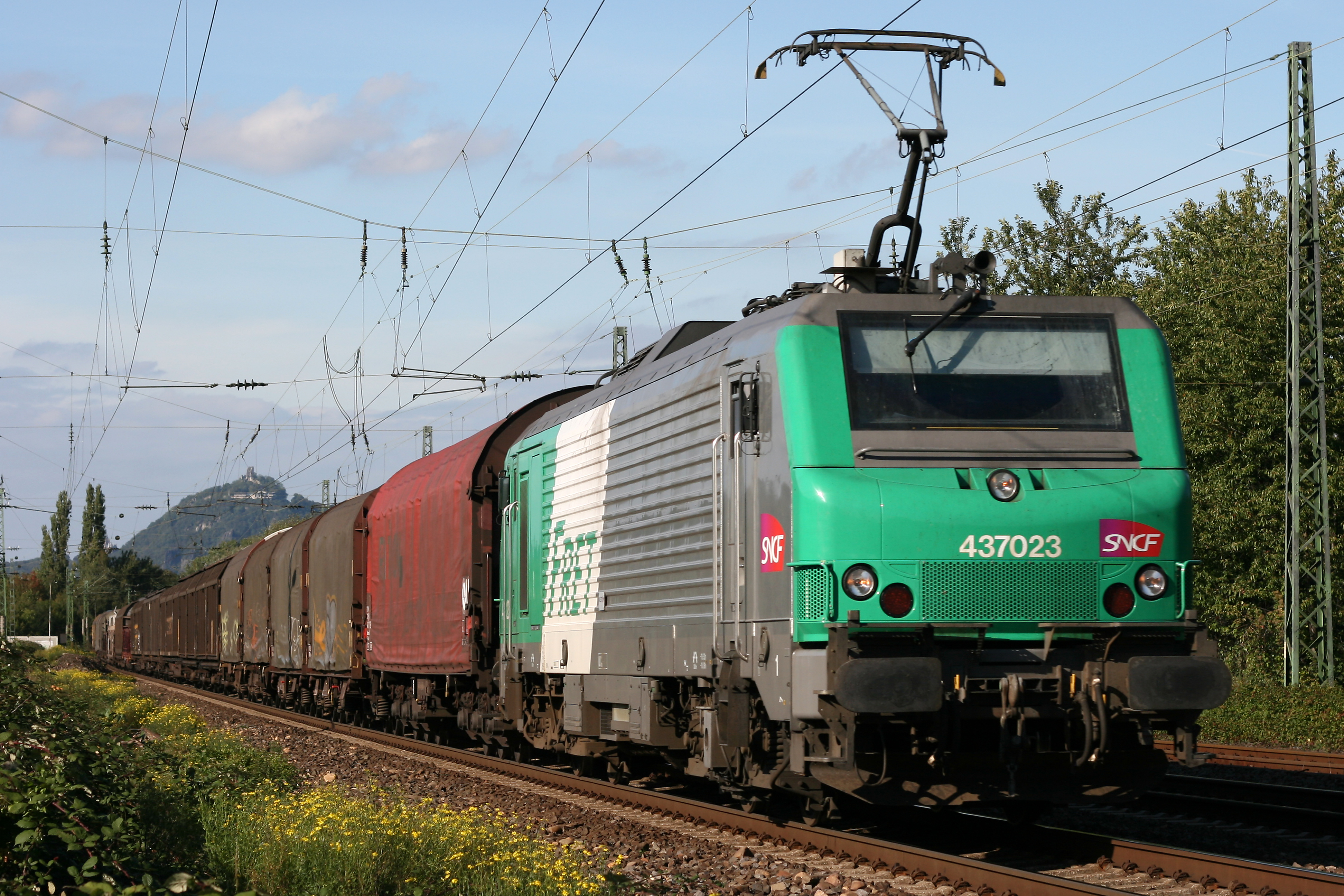
Un train de Fret SNCF tracté par la BB 37023.

Les années 2000 sont marquées par la chute de l'activité fret. Les volumes transportés passent de 50,03 milliards de tonnes kilomètres en 2002 à 19,5 milliards de tonnes kilomètres en 2013. 
Cependant, la dette de la SNCF n'a pas disparu : elle a simplement été transférée à RFF. De plus, cette organisation complexe débouchait sur un système absurde : la SNCF payait à RFF le droit d'utiliser le réseau et les infrastructures et RFF payait à la SNCF l'entretien et la gestion de ces derniers. Enfin, les relations entre la SNCF et RFF ont souvent été houleuses provoquant des problèmes de communication comme la commande de « trains trop larges » par rapport aux quais.
Finalement en 2012, pour les 75 ans de la SNCF, Frédéric Cuvillier, ministre des Transports, annonce une réforme ferroviaire comportant notamment la création d'un « gestionnaire d'infrastructure unifié » (GIU).
Le 2, la SNCF lance Ouigo, sa marque de TGV à bas coûts. Cette offre répond à une segmentation du marché, avec une faible tarification se rapprochant de celles de l'autocar, du covoiturage, ainsi que du niveau de service de l'avion (en particulier des compagnies low-cost). En contrepartie du bas prix, les voyageurs doivent s'atteler à certaines conditions telles que les délais de présence obligatoire avant le départ et des services optionnels payants (tels que les prises électriques). En 2018, Ouigo transporte plus de 11,6 millions de personnes.
En septembre 2014, la SNCF lance un site de covoiturage, « IDVROOM ». Après avoir racheté « Easycovoiturage.com » et « 123envoiture.com » en 2013, la SNCF décide de créer un site dédié principalement à la mobilité pendulaire.

### Réunification de la SNCF et de RFF
La nouvelle réforme du système ferroviaire est adoptée par le Sénat et l'Assemblée nationale en 2014 et prévoit la réunification de la SNCF et de Réseau ferré de France (RFF) au sein d'une même entité au 1er janvier 2015. À cette occasion une nouvelle organisation est mise en place. La SNCF s'articule autour de trois établissements publics à caractère industriel et commercial : un EPIC de tête SNCF, SNCF Réseau qui gère les infrastructures ferroviaires et SNCF Mobilités chargé de l'exploitation des trains.
Entre décembre 2014 et janvier 2015, les 31 000 agents de la SNCF en contact avec le public reçoivent de nouvelles tenues (bleu marine avec un liseré rouge) fabriquées par la société bretonne Armor-Lux. Celles-ci remplacent les anciennes tenues grises et violettes dessinées par Christian Lacroix en 2007 qui n'étaient guère appréciées. Déjà en 1996, la SNCF avait fait appel à un couturier, Ted Lapidus, pour créer les tenues (bleu électrique) de ses agents.
Entre 2005 et 2010, la SNCF supprime 14 200 postes et 4 500 entre 2010 et 2015. Entre 2015 et 2020, ce sont 11 000 à 13 000 postes qui pourraient être supprimés.
RFF cesse d'exister le 31 décembre 2014. La nouvelle organisation de la SNCF est effective le 1er janvier 2015. La SNCF, par l'intermédiaire de SNCF Réseau et SNCF Mobilités, devient propriétaire du réseau ferré national et de l'ensemble des gares et infrastructures ferroviaires.

### 2015-2019
Le 7 janvier 2015, la SNCF annonce la suppression de 1 100 postes au cours de l'année 2015 : 1 600 postes seront supprimés au sein de SNCF et SNCF Mobilités, mais SNCF Réseau prévoit la création de 500 postes.
Le 10 février 2015, la direction de la SNCF prévoit la mise en place du Wi-Fi à bord des TGV à partir de mi-2016. Mi-2017, l'ensemble des lignes TGV devrait bénéficier d'une couverture réseau 2G, 3G, 4G et Wi-Fi. Le même mois, la SNCF annonce un plan possible de 10 000 suppressions de poste d'ici à l'année 2020.
En mai 2015, une note interne de la SNCF préconise une réduction du nombre de trains Intercités (ex-Corail) avec la suppression totale des trains de nuits (ex-Lunéa), mais également de certaines lignes et de plusieurs arrêts intermédiaires.
En octobre 2015, la SNCF lance Digital Ventures, un fonds d'investissement de 30 millions d'euros dont la gestion est à Hi Inov. Les secteurs visés par les investissements sont l'Internet des objets, les mégadonnées, l'édition de logiciel, l'expérience client, la communication digitale et l'économie du partage,.
La société devient actionnaire majoritaire dans OuiCar en 2015, une société française fondée en 2012 et spécialisée dans l'autopartage de voitures entre particuliers.
La SNCF supprime 1 400 postes en 2016.
Les effectifs des trois EPIC étaient de 146 623 salariés en 2016, alors qu'il y avait 260 000 retraités de la SNCF en 2017, soit 114 000 retraités de plus. Il y a près de deux retraités pour chaque cotisant à la SNCF alors que dans le secteur privé en France, il y a 1,3 cotisant pour un retraité.
Les effectifs de la SNCF ont, en effet, été divisés par trois en 70 ans et par deux depuis 1980 :
| Années    | 1938    | 1945    | 1950    | 1960    | 1970    | 1980    | 1990    | 2000    | 2010    | 2020    |
| Effectifs | 514 700 | 467 200 | 450 600 | 354 200 | 303 000 | 254 400 | 206 930 | 176 753 | 152 387 | 136 388 |

Le 19 février 2016, le secrétaire d’État aux transports, Alain Vidalies, annonce le désengagement de l’État de six des huit lignes Intercités de nuit[Lesquelles ?]. Seules les lignes Paris – Briançon et Paris – Rodez – Latour-de-Carol seront encore financées par l’État. Par ailleurs, l’État a décidé de lancer un appel d'offres pour renouveler le matériel affecté aux trains Intercités. Conséquence de cet appel d'offres, l'usine Alstom DDF de Reichshoffen pourrait fermer après 2018.
En mars 2016, la SNCF effectue une dépréciation d'actif de 12 milliards d'euros.
En 2016, la SNCF mise sur les mégadonnées (big data), avec l'installation de capteurs intelligents pour la maintenance des rames du Transilien. En partenariat avec le cabinet de conseil Quantmetry, ce projet permettrait de prévenir et réduire les pannes de trains susceptibles de se produire dans les 30 minutes suivantes.
En mai 2016, la SNCF contribue à la dernière levée de fonds d'Hyperloop Technologies, la start-up californienne qui développe des trains supersoniques circulant, dans des tubes à basse pression, à une vitesse pouvant atteindre 540 km/h, avec pour objectif d'atteindre ensuite 1 120 km/h.
En février 2017, la SNCF contracte un accord d’une durée de trois ans avec la société américaine IBM afin d’utiliser le Cloud computing de celle-ci, Bluemix, et l’intelligence artificielle. La SNCF pourra donc connecter des capteurs ainsi que des objets en réseau et exploiter les données. Cela va permettre au groupe ferroviaire de superviser ses activités grâce aux données industrielles et voyageurs transmises en temps réel, pour ainsi gagner en efficacité dans sa prise de décision.
En mai 2017, la SNCF revoit sa politique commerciale sur le TGV et annonce vouloir proposer deux offres : le bas prix Ouigo et l'offre haut de gamme TGV inOui.

### À partir de 2019
Dès son arrivée à la tête de la SNCF, Jean-Pierre Farandou prône l'ouverture vers les syndicats, assurant vouloir « renouer le fil »,. Il entend « ramener de l'apaisement et de la sérénité et évoque la transition ferroviaire ». Au cours de la présentation de sa feuille de route, Jean-Pierre Farandou condamne les excès des derniers mouvements sociaux liés à un droit de retrait des cheminots après un accident et délivre une première indication en ce qui concerne ses priorités : réduire les files d'attente et imposer, au plus tard à l'été 2020, une durée maximale de 30 minutes dans les files d'attente. "Cela veut dire que j’accepte que l’on mette plus de personnel au guichet. Il n’y a pas de magie".
Le 1er janvier 2020, la SNCF change de statut et devient une société anonyme à capitaux publics,. Le groupe SNCF présente sa nouvelle structure composée d'une société mère (SNCF) et de plusieurs sociétés anonymes, SNCF Réseau, SNCF Voyageurs, Rail Logistics Europe, Keolis et Geodis qui forment le groupe SNCF et qui remplacent les trois établissements publics industriels et commerciaux (Epic).
Jean-Pierre Farandou définit ses objectifs pour cette nouvelle organisation, dont le renforcement du ferroviaire au niveau national. En 2021, la SNCF souhaite se désengager de certaines activités non stratégiques et amorce ce virage en cédant sa filiale de location de wagons, Ermewa. La filiale a été vendue autour de trois milliards d'euros à un consortium réunissant la caisse de dépôt et placement du Québec ainsi que DWS, une société allemande de gestion d'actifs.
En 2021, la défenseure des droits rappelle à l’ordre la SNCF dans une décision sur l’atteinte au droit à la mobilité des usagers en raison de la fermeture des guichets.
En 2022, la SNCF est reconnue comme seule coupable de l'accident ferroviaire de Brétigny-sur-Orge. L'entreprise est condamnée à verser une amende de 300 000 € pour homicides et blessures involontaires.
En février 2023, la SNCF présente des comptes pour l'exercice 2022 qu’elle considère comme solides et assure avoir démontré sa résilience face aux crises, en portant son chiffre d’affaires à 41,4 milliards d’euros l'année précédente et une perte de 800 millions d'euros en 2020. C’est le meilleur résultat enregistré par la SNCF depuis le précédent record de 2017.
Début juillet 2023, Jean-Pierre Farandou annonce vouloir créer SNCF Renouvelables, une filiale de production d'électricité renouvelable.
Dans la nuit du 25 au 26 juillet 2024 des sabotages sur le réseau ferroviaire SNCF sont réalisés sur quatre sites, entrainant 48 heures de perturbation.

## Infrastructure

### Matériel roulant
La SNCF dispose d'une grande variété de matériels roulants : locomotives électriques, locomotives Diesel, locotracteurs, TGV, autorails, automotrices, trams-trains, voitures voyageurs, etc.
Une importante collection de ceux-ci est conservée et exposée à la Cité du train de Mulhouse.

Galerie de matériels roulants
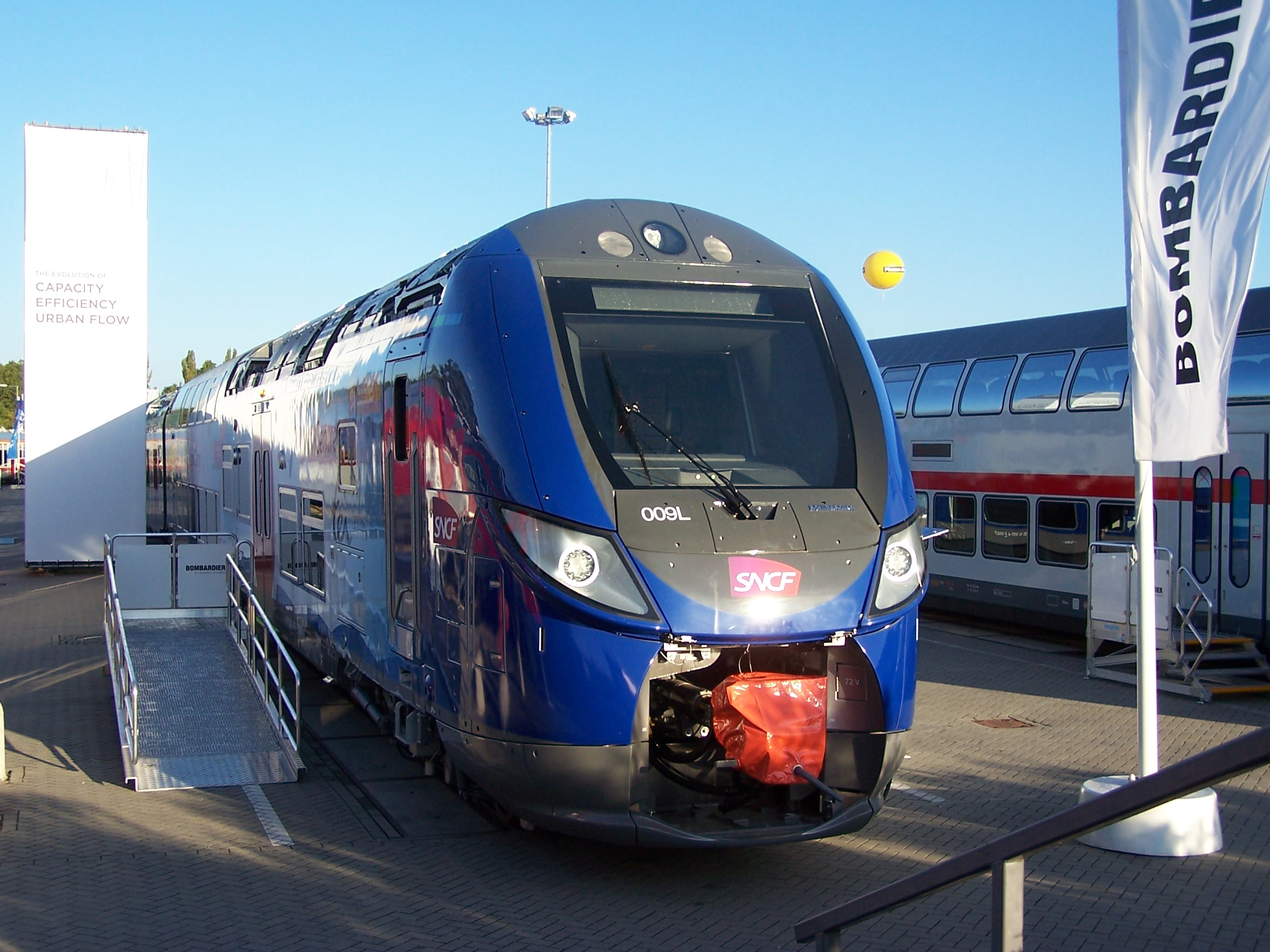
Une rame Regio 2N.
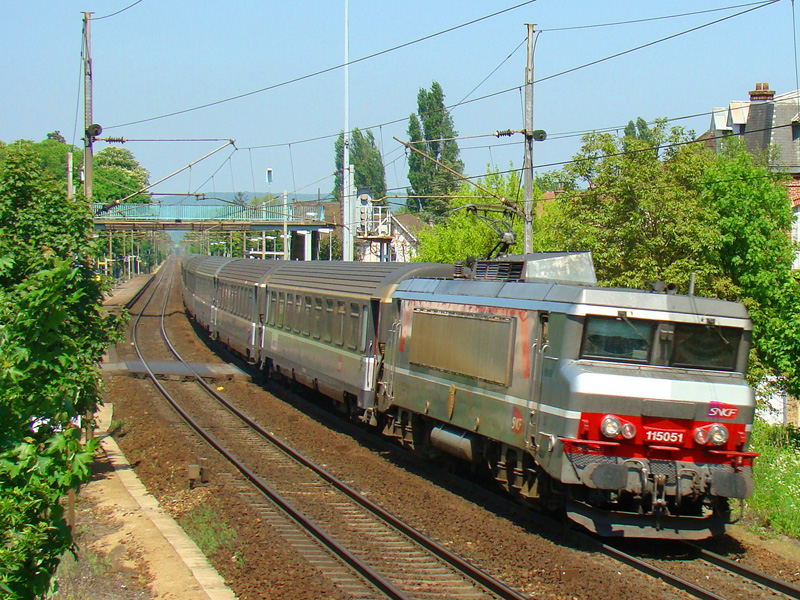
La BB 15051 en tête d'une rame Corail.
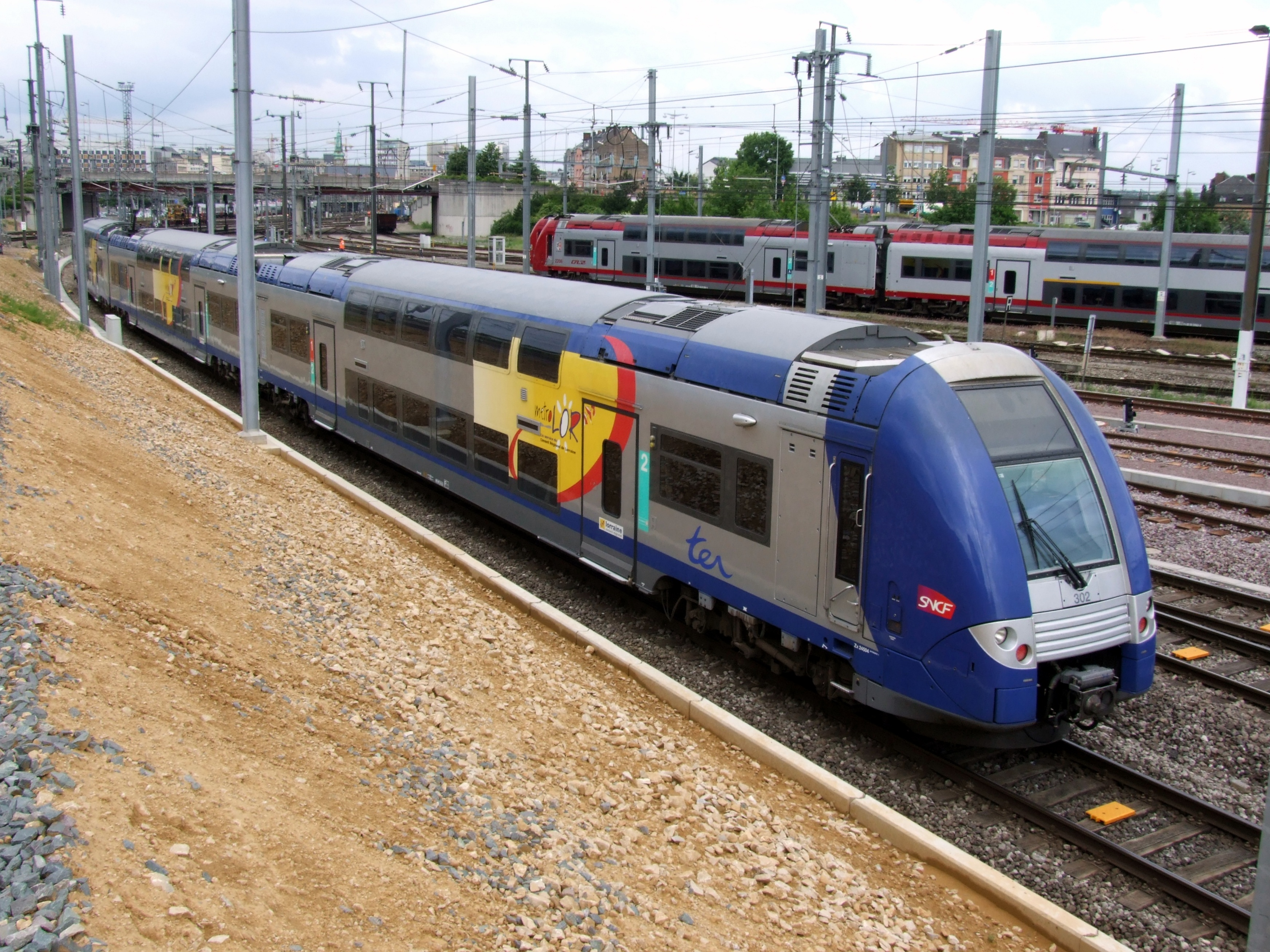
Une rame Z 24500.
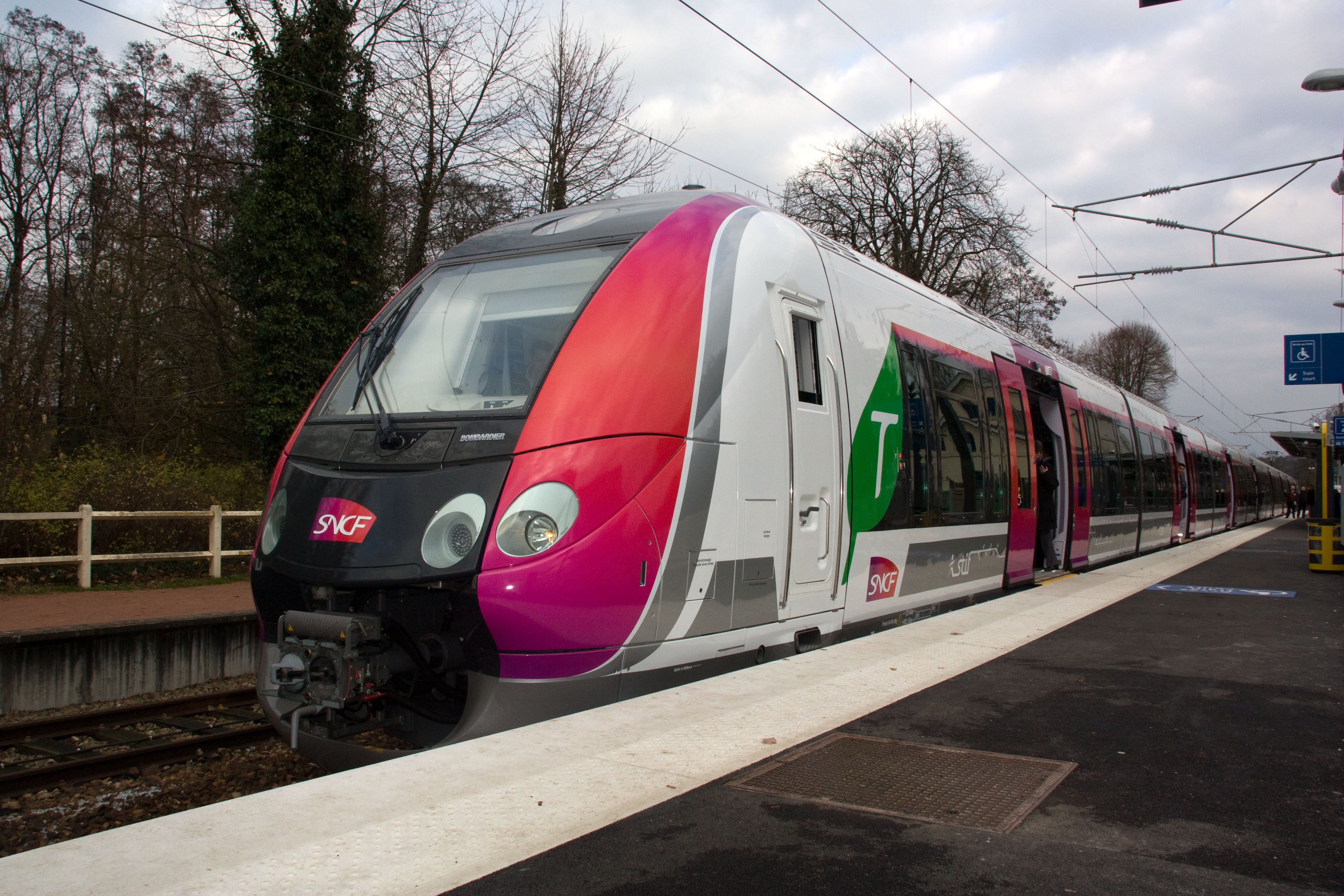
Une rame Z 50000, Francilien.
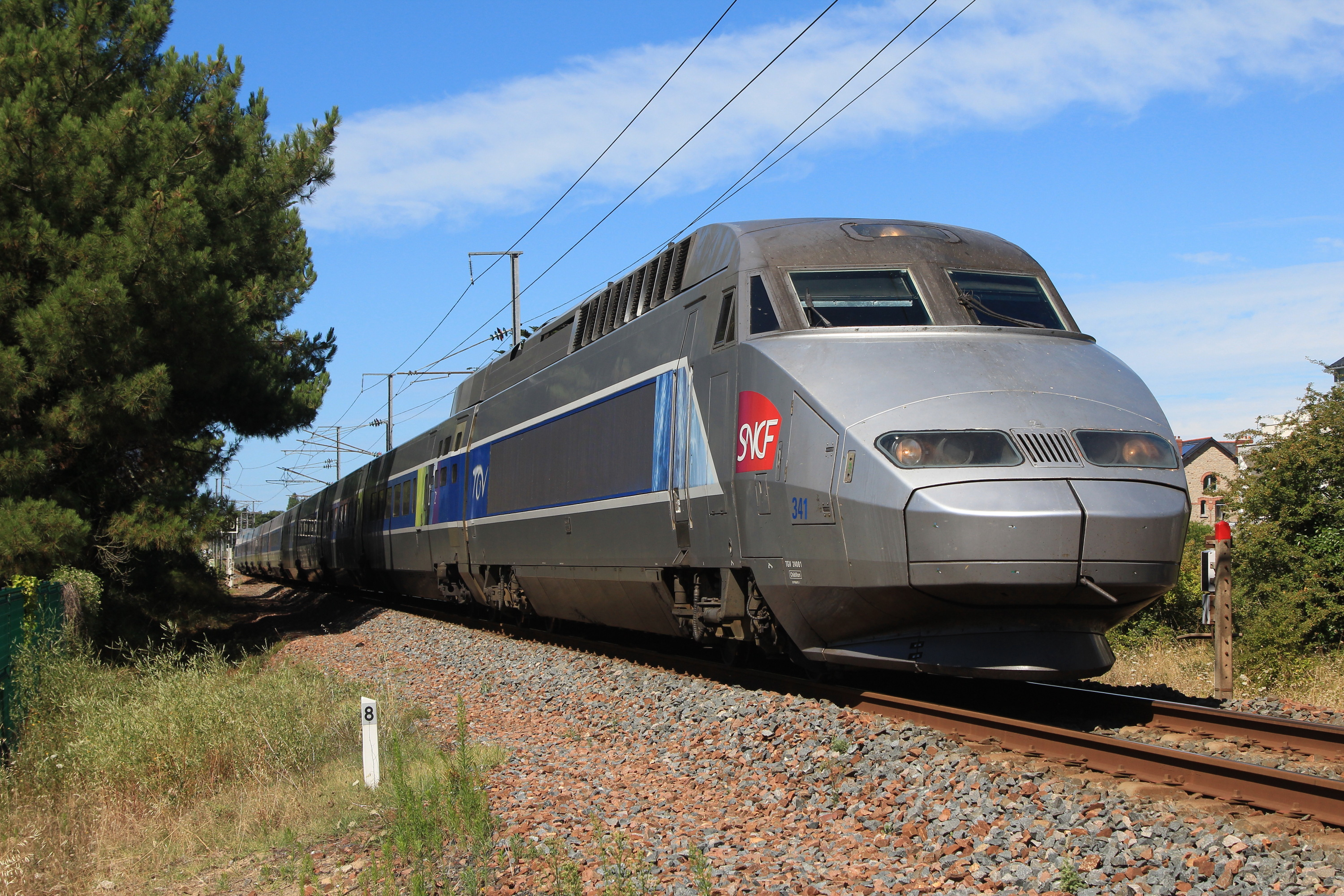
Un TGV Atlantique.
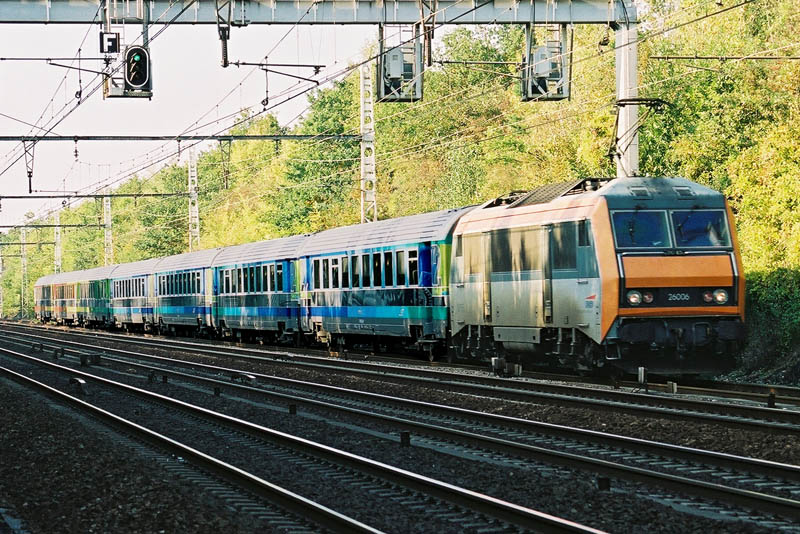
La BB 26006 en tête d'une rame Téoz.
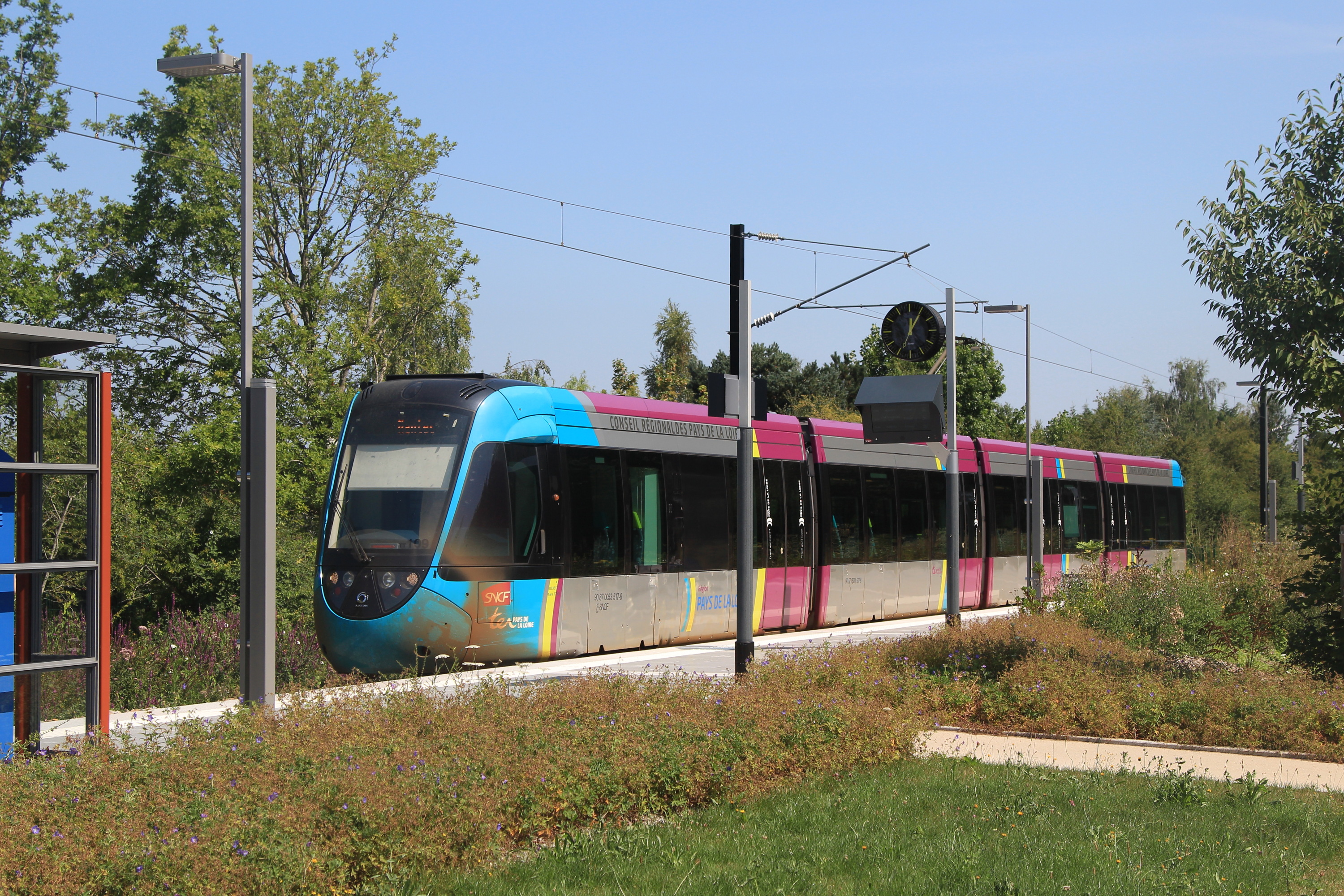
Un tram-train.
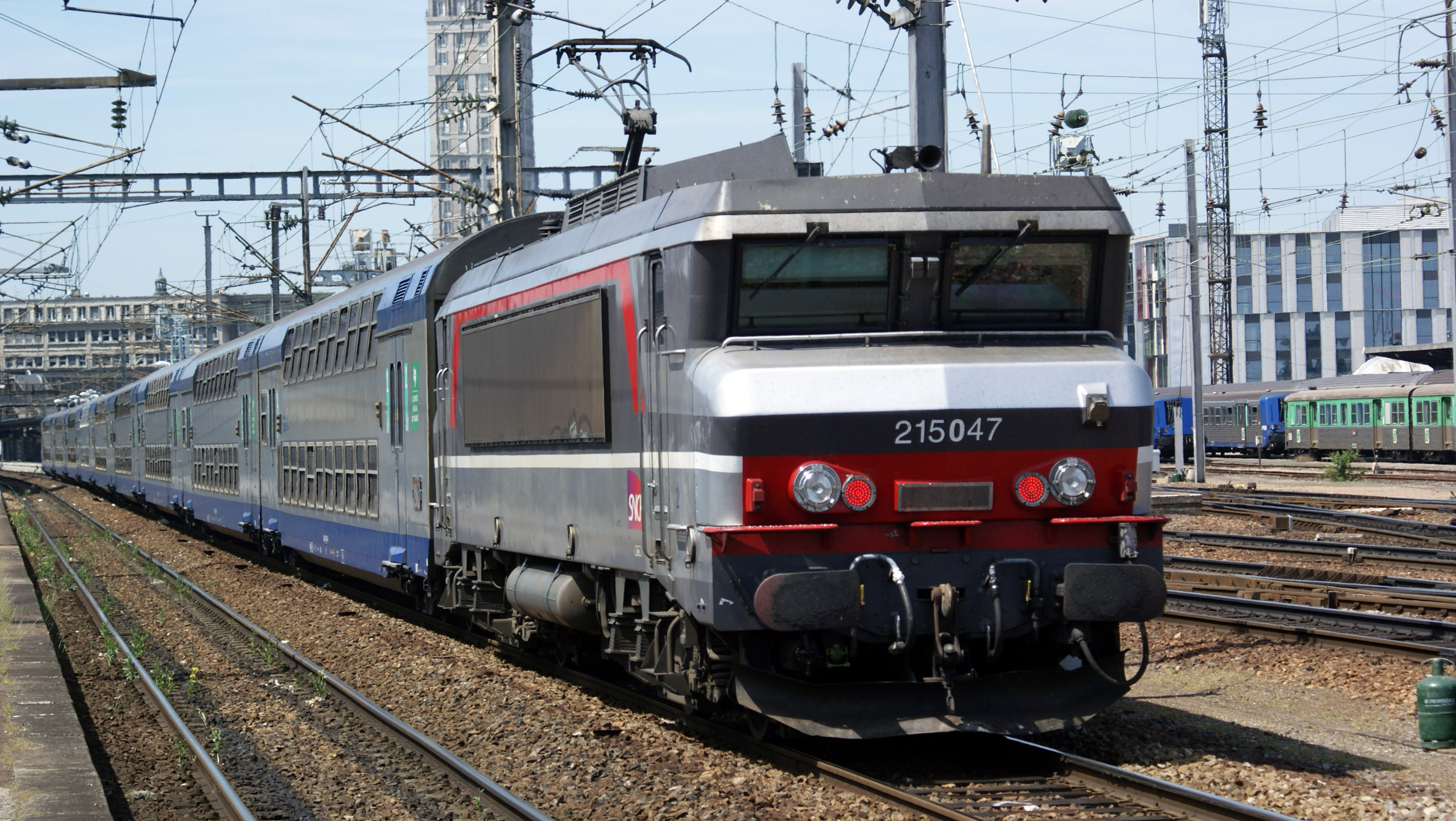
La BB 15047 en tête d'une rame à deux niveaux.
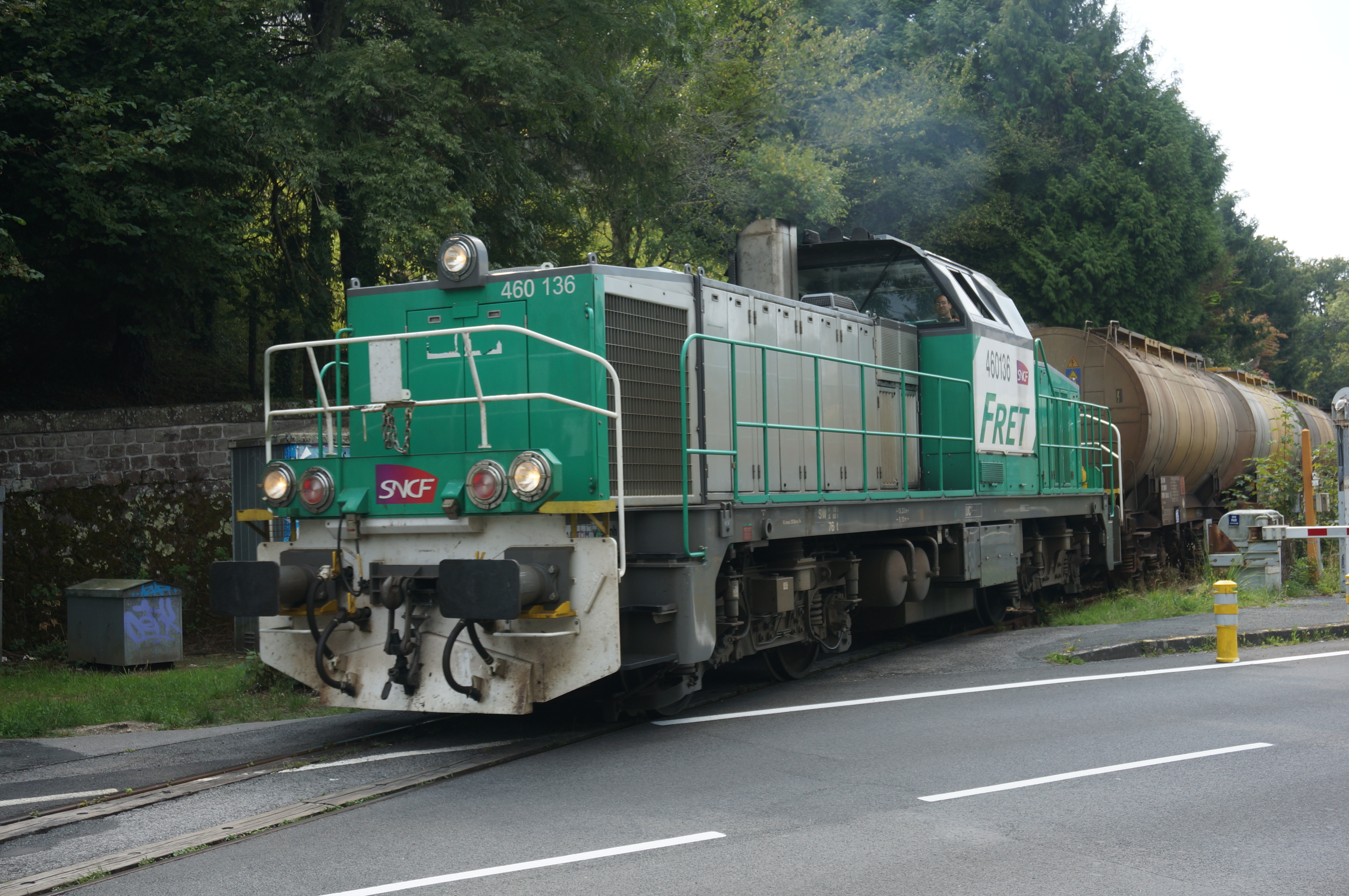
Un train de fret tracté par la BB 60136.
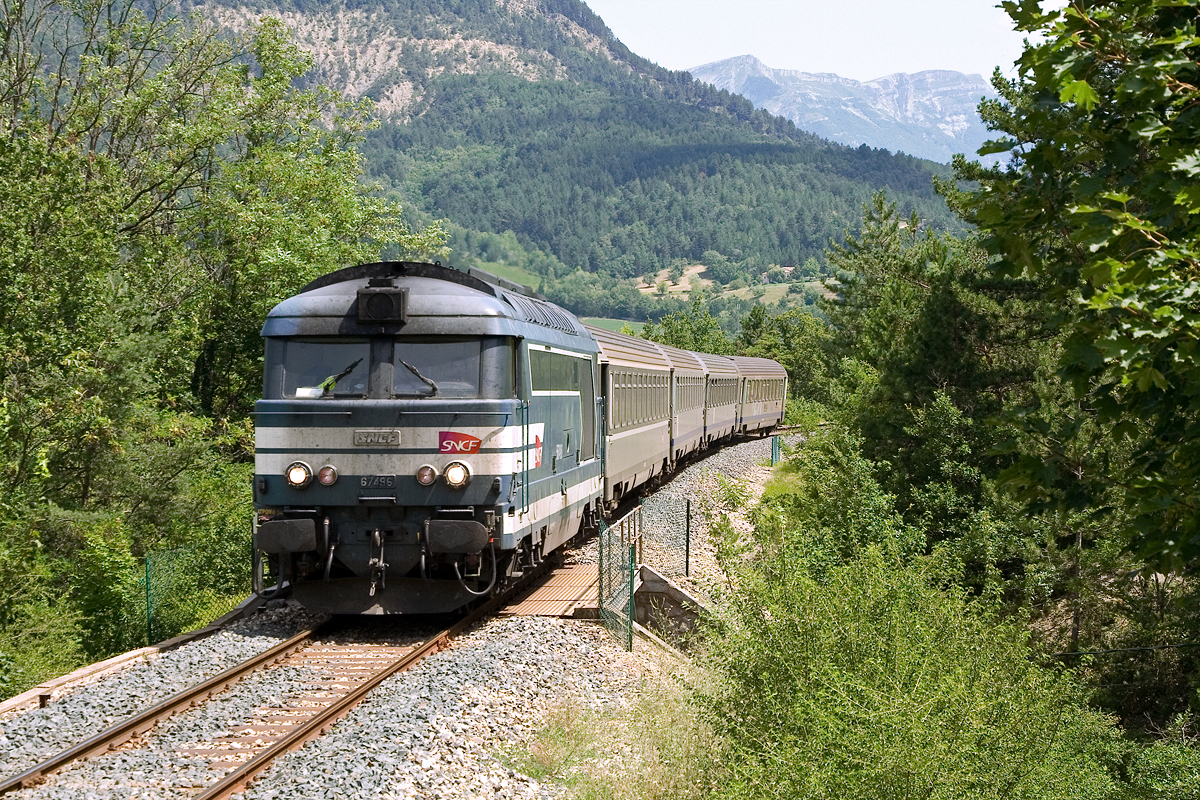
La BB 67496 en tête d'une rame Corail.
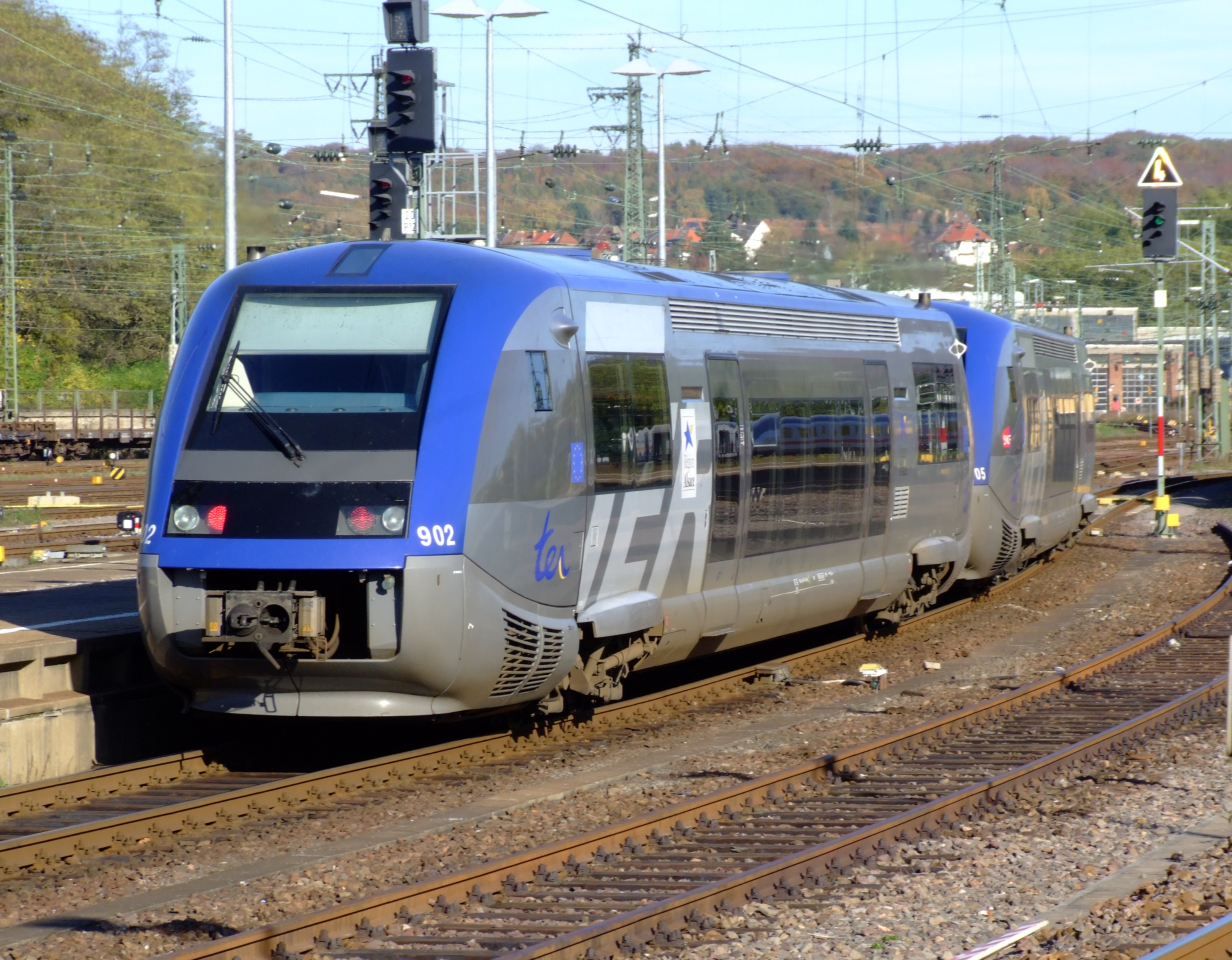
Un X 73900.
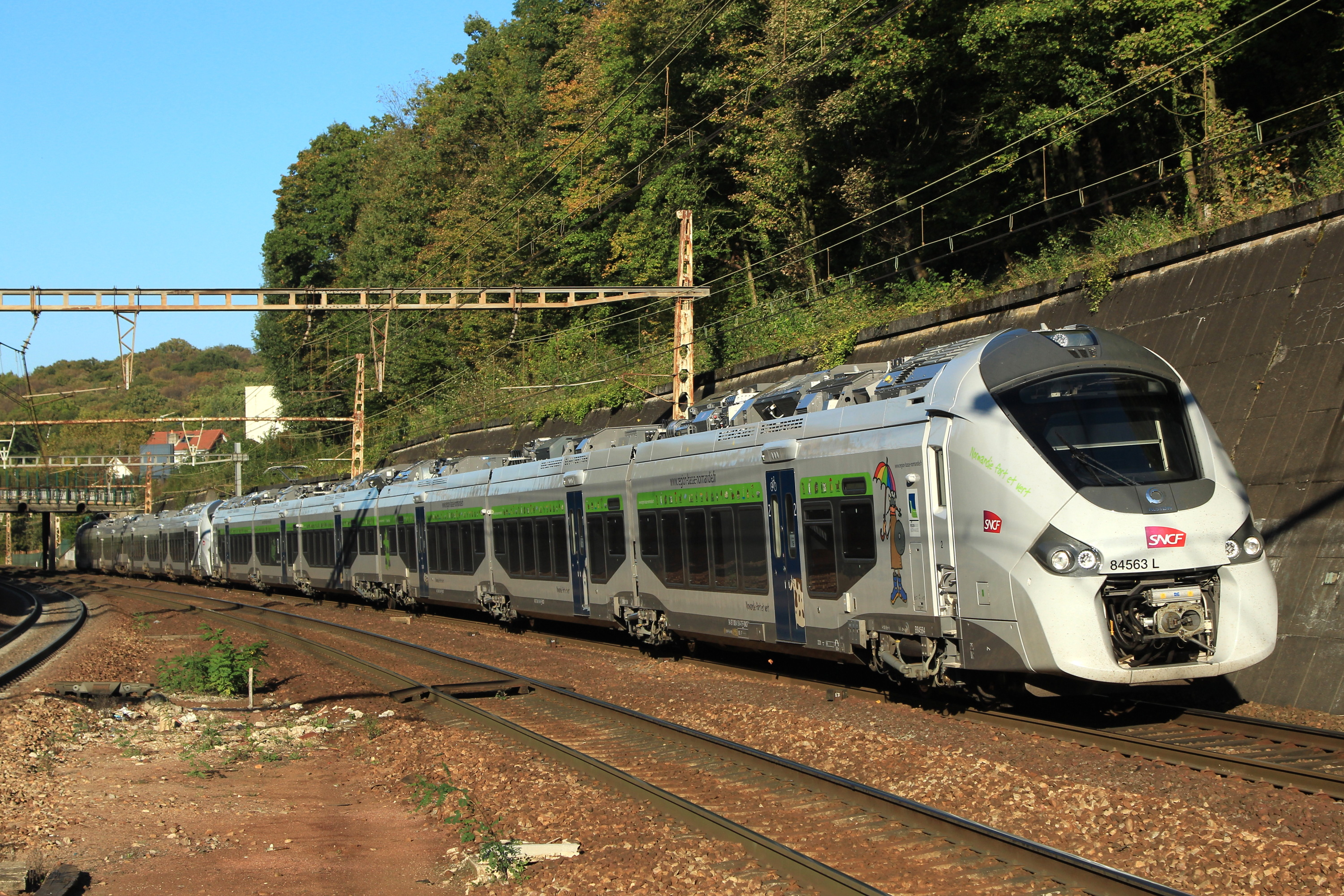
Un Régiolis.
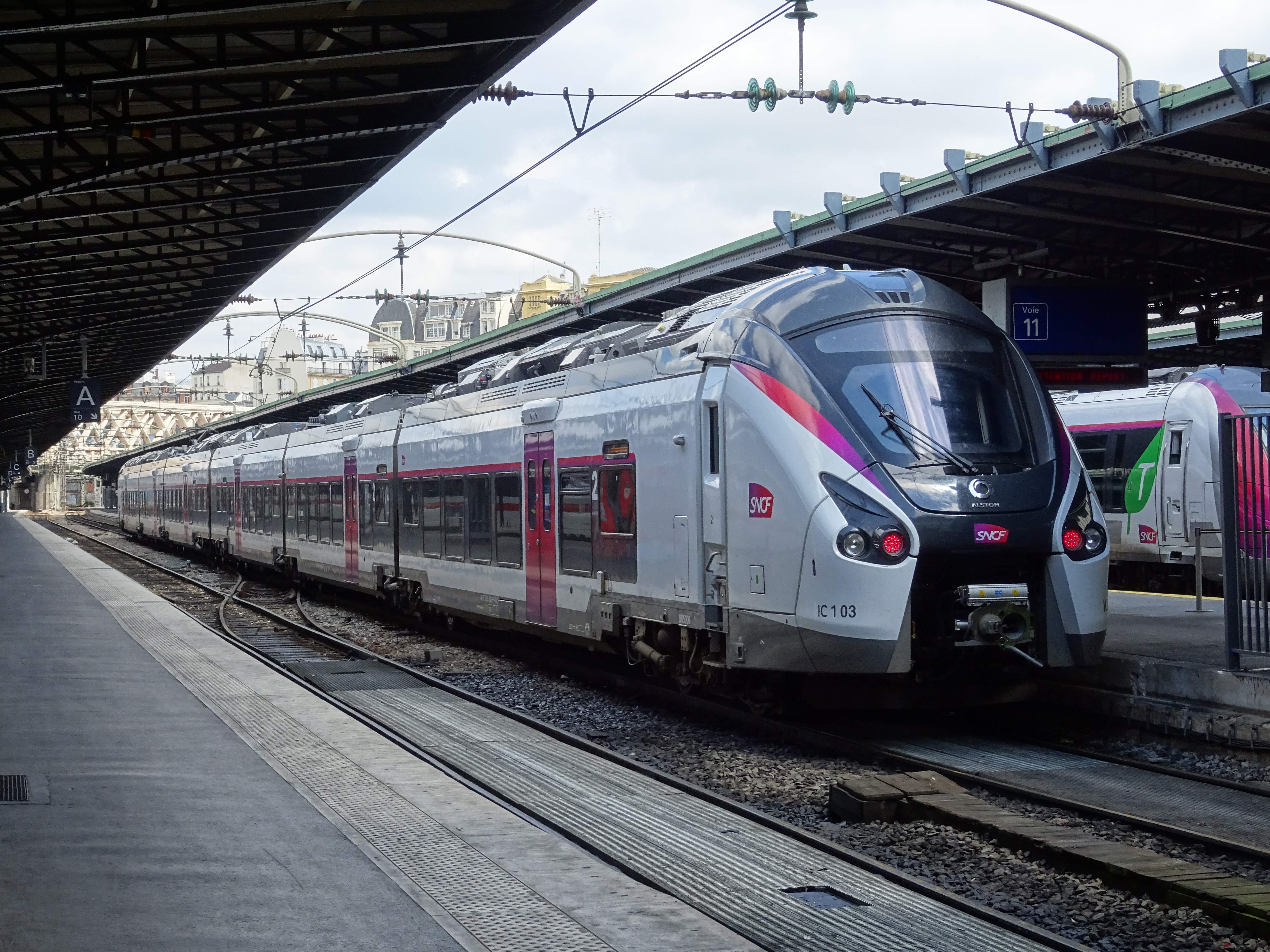
Un Coradia Liner, assurant en 2017 un service Intercités.

### Réseau
Plusieurs rapports ou audits concernant l'état du réseau sont publiés depuis 2005, montrant, en s'appuyant sur les comparaisons internationales, que la France investit sensiblement moins sur son réseau que la moyenne européenne. Le rapport réalisé en 2005 par l’École polytechnique fédérale de Lausanne (EPFL) indique que les ressources allouées au cours de ces trois dernières décennies à la maintenance du réseau ferré classique ne suffisent pas pour pérenniser la totalité du patrimoine (lignes nouvelles non comprises).
Dans l’audit de l’état du Réseau réalisé en 2018 par un groupement d’experts internationaux, il est spécifié que les efforts consentis depuis la fin des années 2000 permettent le rattrapage progressif du retard de renouvellement des voies et des appareils de voie des groupes UIC (Union Internationale des Chemins de fer) 2 à 6 et que sous réserve du maintien de l’effort financier, la substance de ce patrimoine devrait se stabiliser dès 2025 – 2030. Il est précisé dans le rapport que résoudre l’obsolescence des caténaires les plus anciennes, maîtriser le vieillissement des ouvrages d’art et moderniser la signalisation nécessiteront des niveaux d’investissements élevés au cours du prochain quart de siècle.
Dans une publication datant de 2021, la Cour des comptes mentionne plusieurs faiblesses structurelles du réseau, que la crise sanitaire a fortement aggravée. Elle ajoute que le réseau ferré national peine à sortir de son état de dégradation et que le financement de sa gestion et de sa rénovation n’est toujours pas assuré. La Cour souligne que « des choix restent nécessaires pour sécuriser un réseau auquel sont fixées de fortes ambitions environnementales et sociétales ».

### Consommation énergétique
En France, la SNCF est le plus gros consommateur d'électricité, principalement dans le but de faire circuler ses trains,.
En 2022, l'électricité assure 87 % des besoins en énergie des trains de la SNCF, les 13 % restants étant du gazole non routier (GNR). La SNCF prévoit de ne plus du tout recourir au GNR d’ici à 2035.
SNCF Voyageurs est le premier consommateur industriel d'électricité en France avec sept térawattheures par an, soit entre 1 et 2 % de la production totale électrique en France.
Jusqu'en 2003, avec la Société hydroélectrique du Midi (SHEM), la SNCF produisait une partie de son électricité.
En 2023, le groupe annonce la création d'une filiale baptisée « SNCF Renouvelables », dédiée à l'installation de centrales solaires sur ses terrains. Cette filiale a pour mission d'installer des capacités photovoltaïques équivalentes à un réacteur nucléaire d'ici 2030. À terme, cette production autonome d'énergie a pour objectif principal d’alimenter en électricité une partie des bâtiments et du réseau ferroviaire de la SNCF,,.

## Organisation
Le groupe SNCF détient des participations majoritaires ou minoritaires dans des sociétés de droit privé. La tutelle de l'État est exercée par la direction générale des Infrastructures, des Transports et des Mobilités du ministère de la Transition écologique et solidaire. Le siège social de la SNCF se trouve à La Plaine Saint-Denis, 2 place aux Étoiles.
Le groupe intervient dans les domaines suivants :
- Logistique et transport routier de marchandises ;
- Transport routier de voyageurs (Keolis) ;
- Liaison maritime (ex-SeaFrance) ;
- Ingénierie (EFFIA, INEXIA) ;
- Commerce en ligne (SNCF Connect, anciennement Voyages-sncf.com, devenu Oui.sncf le 7 décembre 2017), billettique (Ritmx).

Le groupe possède aussi des participations dans des sociétés ferroviaire et gestionnaires d'infrastructure portuaire partagées avec d'autres partenaires comme Eurostar Group, Elipsos et Lyria.
Le groupe SNCF est l'un des tout premiers groupes de transport en Europe. Le premier site web de la SNCF en fréquentation, est « SNCF Connect » (anciennement « Voyages-sncf.com »), géré par la filiale Voyages SNCF. Depuis sa création, un milliard de billets ont été vendus dont 110 millions de billets en 2018 pour 16 millions de visiteurs uniques par mois sur le site de vente. Il est aussi le plus gros client pour la publicité sur l'internet en France. En relation avec l'Agence de l'environnement et de la maîtrise de l'énergie (ADEME), il a lancé l'« éco-comparateur », qui permet de comparer l'impact en CO2 des choix de mode de transport.

### Organisation actuelle
Depuis le 1er janvier 2020, la SNCF n'est plus constituée d'établissements publics, mais retrouve la forme originelle de société qu'elle avait connue à partir de 1938, elle est désormais constituée d'une société mère qui assure la direction générale du groupe, :
- Optim'services, groupement d'intérêt économique, regroupe notamment les fonctions de paie et comptabilité, services sociaux et médicaux, etc.
- SNCF Voyageurs, société anonyme à capitaux publics, transport de voyageurs ; SNCF Voyageurs possède les marques TGV inOui, Ouigo, Intercités, TER, Transilien, Eurostar et Lyria, en totalité ou partiellement.
- SNCF Réseau, société anonyme à capitaux publics, gestion et entretien des infrastructures ferroviaires ;
  - SNCF Gares & Connexions, rattachée à SNCF Réseau, gestion des gares voyageurs ;
- Rail Logistics Europe, regroupe les activités de fret et logistique ferroviaires.  ;
  - Hexafret, fret ferroviaire en France ;
  - Technis, maintenance des locomotives fret ;
  - Captrain, réseau européen de fret ferroviaire (dont Captrain France) ;
  - VIIA, autoroute ferroviaire ;
  - Naviland Cargo, transport combiné ;
  - Forwardis, commissionnaire de transport ;
- Geodis, société anonyme, logistique et transport routier de marchandises. En 2020, le chiffre d'affaires de Geodis s'élève à 8,3 milliards d'euros[81] ;
- Keolis, société anonyme, transports en commun urbains (métro, tramway, bus). Keolis compte plus de 68 000 collaborateurs dans 15 pays différents. Le chiffre d'affaires de Keolis en 2020 s'élève à 6,1 milliards d'euros[82].

La société mère, chargée de la direction générale du groupe SNCF, assume les responsabilités stratégiques (ressources humaines, sécurité, finances…). Par exemple, elle coordonne différents services comme la Sûreté ferroviaire qui assure la sécurité des voyageurs à bord des trains et dans les gares, ainsi que des biens du groupe, ou encore SNCF Immobilier, qui s'occupe, entre autres, d'optimiser la valorisation des biens immobiliers du groupe.
La SNCF possède différentes filiales et participations,. SNCF Participations (appelée CTT Sceta avant 1999) est la holding qui possède la quasi-totalité des filiales. SNCF Participations rassemble 856 filiales indirectes et 36 filiales directes et emploie 58 000 salariés.[réf. nécessaire]. Parmi ces filiales peut citer : 
- Dans le domaine des transports ferroviaire, de la logistique et des transports urbain : SAEML CFC, Transport et Logistique Partenaires
- Dans le domaine de l'ingénierie : Systra, AREP, SNCF Conseil, SNCF International, Lémanis (anciennement Transferis), Ritmx (expert dans les solutions de distribution billettique et d'information voyageurs)
- Dans le domaine immobilier : SNCF Habitat (société anonyme coopérative d’intérêt collectif pour l’accession à la propriété), Socrif, société anonyme de crédit immobilier des chemins de fer, offres de prêts immobiliers[86], ICF Habitat, société immobilière des chemins de fer, créée en 1927 en tant que Société immobilière des chemins de fer de l’État (SICE)[87]. Quatre entreprises sociales pour l’habitat (ESH)[88] ; ICF Habitat Novedis, la filiale de logements à loyers libres[89], SEMEST[réf. souhaitée], Société Nationale des Espaces Ferroviaires, SCI de l'entrepot Ney, Société civile immobilière du cercle, SNC Monceau, SNC Vezelay.
- Dans les autres domaines : EFFIA, SNCF-C6 (Ouibus), SNCF Connect, Voyageurs France Europe Partenaires (= SNCF Voyages Developpement, sigle VFE Partenaires), GIE Financiere SCETA , Orfea, Groupe Ermewa, France Rail Pass, Groupement d'intérêt économique Eurailtest, fondé par la SNCF et la RATP en 1999, ingénierie et essais ferroviaires[90], Eco-Mobilité Partenaires SAS[91], Trains-Expo SNCF[92], SNCF Développement : filiale de développement économique et de soutien à l'entrepreneuriat créée en 2011. SNCF Développement a pour principales missions d'accompagner les territoires en mutation industrielle et recréer un environnement favorable au développement économique ; de soutenir les entrepreneurs ; de promouvoir les innovations, Ouigo España, filiale espagnole faisant circuler des trains sous la marque Ouigo, concurrençant ainsi la Renfe.
- Société Participation Financiere RD (Participation dans VFLI), Eurofima, société européenne pour le financement de matériel ferroviaire, avec 22,6 %.

### Précédentes organisations
Entre le 1er janvier 2015 et le 31 décembre 2019, la SNCF était organisée autour de trois établissements publics à caractère industriel et commercial, SNCF, SNCF Réseau et SNCF Mobilités et cinq « métiers » : SNCF Réseau, SNCF Voyageurs, SNCF Logistics, SNCF Immobilier et SNCF Keolis.
Jusqu'au 31 décembre 2014, le groupe SNCF était composé de cinq branches : SNCF Infra, SNCF Proximités, SNCF Voyages, SNCF Geodis et Gares & Connexions, qui ont tous un côté « Epic » et un côté « filiale » ; juridiquement, les filiales et participations se divisent dans une hiérarchie de holdings groupées par branche industrielle du groupe.
La réforme de 2014 a entraîné une réorganisation du groupe :
- Les activités de SNCF Infra et de la Direction de la circulation ferroviaire sont regroupées avec Réseau ferré de France, ce dernier devenant l'Epic SNCF Réseau ;
- Toutes les activités de transport de voyageurs, exercées par SNCF Voyages (TGV, Ouigo), SNCF Proximités (TER, Transilien, Intercités), Gares & Connexions sont rassemblées sous l'activité SNCF Voyageurs ;
- Les activités de transport de marchandises et de logistique sont exercées par SNCF Logistics, qui compte quatre pôles : transport ferroviaire et multimodal de marchandises (comprenant Fret SNCF, VFLI, Captrain et Naviland Cargo), Geodis, STVA et Ermewa ;
- Les activités de transport urbain (bus, tramway) sont exercées par Keolis ;
- Les activités de valorisation de patrimoine sont exercées par une nouvelle activité, SNCF Immobilier.

### Anciennes filiales
- SHEM (60 %) vendu en 2006[94];
- Novatrans, société de transport combiné rachetée en 2009 et revendue au Groupe Charles André en 2013.
- Historiquement, le groupe SNCF a aussi détenu un opérateur de télécommunications avec Télécom Développement (qui utilisait les emprises du réseau ferroviaire) que la SNCF détenait majoritairement. Après la fusion avec Cegetel, la SNCF s'était retrouvée avec 35 % du nouvel ensemble. Le groupe a revendu sa part à SFR en 2005 afin d'organiser la fusion Neuf Cegetel.
- Air Inter, jusque 1997

### Technologies de l'information
La SNCF dispose de l'outil "SNCF Groupe GPT", une solution qui utilise un grand modèle de langage (LLM) dont l'objectif ici est de ne traiter exclusivement les documents de la SNCF.

## Chiffre d'affaires

### Activité et rentabilité
En 2019, le groupe SNCF a enregistré un chiffre d'affaires de 35,1 milliards d'euros et un résultat net négatif de −301 millions d'euros (hors grève, le résultat net aurait été positif de +313 millions d'euros).
En 2020, la marge opérationnelle s'établit à 1,9 milliard d'euros et le résultat net s'est établi à - 2,7 milliards d'euros du fait de la crise sanitaire liée à la pandémie de COVID-19 et à la grève de janvier 2020. Dans le même contexte, le chiffre d'affaires du groupe a diminué de 14% en comparaison avec celui de 2019, en passant de 35,1 à 30 milliards d'euros.
| Année                                     | 2012 | 2013  | 2014    | 2015   | 2016   | 2017  | 2018  | 2019 | 2020  | 2021  | 2022  |
| ----------------------------------------- | ---- | ----- | ------- | ------ | ------ | ----- | ----- | ---- | ----- | ----- | ----- |
| Chiffre d'affaires (milliards d'euros)    |      |       | 29, 898 | 31,393 | 30,517 | 33,5  | 33,3, | 35,1 | 29,9  | 34,75 | 41,45 |
| Résultat net récurrent (millions d'euros) | 376. | - 180 |         |        | 218    | 679   | 141   | -301 | -2764 | -185  | 2078  |
| Marge opérationnelle (millions d'euros)   |      | 2800  | 4425    | 4630   |        | 4578  | 4000  | 5658 | 1936  |       |       |
| Investissement (milliards d'euros)        |      |       | 8,684   | 8,171  |        | 8,853 | 8,9   | 10   | 8,9   |       |       |

De manière détaillée, la contribution au chiffre d'affaires ainsi que leurs évolutions par branche d'activité :
- SNCF Réseau : 5,884 milliards d'euros ;
- SNCF Voyageurs : 12,065 milliards d'euros ;
- SNCF Gares & Connexions : 1,479 milliard d'euros ;
- Geodis : 8,361 milliards d'euros[109] ;
- Keolis : 6,093 milliards d'euros ;
- Transport Ferroviaire et Multimodal de Marchandises : 1,463 milliard d'euros[109].

La SNCF, dont le trafic s'est effondré pendant le confinement et qui peine depuis à remplir ses TGV, ne retrouvera pas son niveau de rentabilité d'avant-crise avant 2022, a estimé l'agence de notation financière Standard & Poor's Global Ratings. Le niveau de trafic de la compagnie ferroviaire devrait sur l'ensemble de l'année chuter de 30 % sur les longues distances, de 20 % sur les lignes régionales, et son excédent brut d'exploitation sombrer de 70 à 75 %, suivi d'un redressement pendant deux ans, explique S&P. Celui-ci s'était établi à 5,7 milliards d'euros en 2019, année déjà marquée par la grève en fin d'année contre la réforme du système de retraite.
Délestée par l'État de 25 milliards d'euros de dettes, la SNCF est devenue une société anonyme le 1er janvier 2020. La crise due à la pandémie de COVID-19 devrait coûter à elle seule près de 4 milliards d'euros de chiffre d'affaires, selon le PDG de l'entreprise Jean-Pierre Farandou, qui a appelé l'État à l'aide.
En 2022, le groupe réalise un bénéfice record de 2,2 milliards d'euros.

## Contexte économique et social

### Salariés
Les agents de la SNCF sont appelés cheminots. En sus de son sens déscriptif générique, le terme « cheminot » est également utilisé afin de décrire le statut de certains de ces agents, lequel a été mis en extinction depuis 2020. Plus de 150 métiers sont recensés au sein de la SNCF.
Il existe deux grandes catégories de personnels : les  « cadres permanents » (ou « agents au statut ») et les « contractuels ». Les cadres permanents bénéficient d'un régime spécial de retraite et de sécurité sociale,, tandis que les contractuels dépendent du régime général de retraite et de sécurité sociale (ou du régime local Alsace-Moselle pour les cheminots affectés dans ces départements). Depuis le 1er janvier 2020, conformément à la volonté du gouvernement, la SNCF ne recrute plus au cadre permanent.
Entre 2004 et 2014, les effectifs de cheminots sont passés de 175 000 à 154 000, soit 2 000 emplois supprimés chaque année. En 2018, il reste 142 000 agents. Le groupe SNCF emploie 260 000 salariés en 2016.
Il n'existe pas de différence significative entre l'espérance de vie des employés de la SNCF et le reste de la population française. Cependant, une différence apparaît au sein même de l'entreprise ferroviaire, du même ordre que dans les autres entreprises. Selon la CRPP, les cadres de la SNCF ont une espérance de vie à 60 ans de 23,9 ans, alors que les agents d’exécution ont une espérance de vie à 60 ans de 19,5 ans (Insee). Le travail posté de nuit est une explication à cette différence d'espérance de vie entre corporations. 
Depuis le début de l'année 2019, la SNCF compte en moyenne un suicide de salarié chaque semaine.

### Financement et dette du groupe ferroviaire
La dette nette du Groupe atteint 38,1 milliards d'euros à fin 2020, une diminution significative par rapport aux années précédentes. A titre indicatif, le montant de la dette nette du Groupe en 2019 était de 60,3 milliards d'euros. En effet, cet abaissement de la dette peut être expliqué par plusieurs facteurs, comme la reprise partielle de la dette de SNCF Réseau par l’État pour 25 milliards d'euros le 1er janvier 2020, comme prévu dans le cadre de la réforme ferroviaire.
La dette provient essentiellement des investissements dans le réseau et des intérêts versés aux marchés financiers. D'après le syndicat SUD Rail : « Cette dette, c’est d’abord la contre-valeur d’un bien commun : un réseau de chemin de fer. Elle est visible parce qu’elle se trouve au sein d’une seule société. Si une entreprise avait, à elle seule, la charge de maintenir et de développer le réseau routier, sa dette serait infiniment supérieure ».
Plusieurs raisons ont été apportées pour expliquer le déficit structurel de la SNCF et l'augmentation rapide de la dette du groupe :
- sureffectifs : en 2003, le journal L'Expansion estime que la SNCF souffre d'un sureffectif évalué entre 20 et 40 % des salariés, et d'une « bureaucratie tentaculaire »[123]. En 2014, la SNCF met en place un dispositif destiné à encourager la retraite anticipée afin de diminuer les sureffectifs. Ce projet ne concerne que les agents appartenant à une catégorie ou un département affichant des excédents d'effectifs[124].
- statut de cheminots : la question du statut de cheminots est régulièrement mise en avant pour expliquer une partie des coûts fixes auxquels doit faire face la société de transport[125], mais également que « certains éléments du statut (emploi à vie, augmentations automatiques[126]) ne créent pas les incitations nécessaires au fonctionnement efficace d’une entreprise »[126]. Pour le journaliste Éric Béziat, le statut des cheminots n'est pas le principal responsable de la dette. Néanmoins, il a « probablement empêché une partie des gains de productivité d’améliorer la situation en renchérissant les coûts d’exploitation. L’augmentation moyenne des salaires a été, entre 2003 et 2012, systématiquement supérieure à l’inflation ». Il participerait, « pour une part minoritaire, mais réelle, d’un système ferroviaire cher et déficitaire »[126].
- la décision politique du « tout TGV » poussée par Nicolas Sarkozy puis François Hollande dans un contexte économique d'augmentation du coût des infrastructures (4,9 millions d’euros actuels du kilomètre pour Paris-Lyon en 1981, contre 23 millions du kilomètre pour Tours-Bordeaux en 2015) ce qui a eu pour conséquence un TGV nettement moins profitable, voire déficitaire sur certaines lignes[126]. En 2018, deux tiers des lignes à grande vitesse sont déficitaires[127].
- le secteur du fret, qui n'est plus une priorité pour l'opérateur ferroviaire depuis le lancement du réseau de TGV à la fin des années 1970 [Note 7], a pâti d'un sous-investissement chronique. Le fret s'est effondré en quelques années[128].
- coût de la fraude : en 2019, le coût de la fraude dans les transports en commun pour la SNCF serait de trois cents millions d'euros par an[129].

### Relations sociales et conflits
Depuis 1947 jusqu'en 2022, pas une seule année ne s'est écoulée, selon Le Figaro, sans que des mouvements sociaux ne viennent perturber le réseau ferré national.
Le 28 octobre 2004, un accord qualifié d'historique, sur « l'amélioration du dialogue social et la prévention des conflits à la SNCF » a été signé par sept organisations syndicales (dont la CGT) représentant au total 80 % des voix aux élections professionnelles de 2004.
Cet accord a pour but de remplacer la confrontation habituelle dans l'entreprise à la recherche de compromis, en mettant en place un système analogue à celui de « l'alarme sociale » qui a fait ses preuves à la RATP dont Anne-Marie Idrac était alors la présidente. L'un des objectifs de cet accord, partagé par la direction et par les syndicats, est d'éviter l'instauration d'un système de service minimum dans les services publics, demandé par certains partis politiques. La loi sur le service garanti du 28 août 2007 consolide ce dispositif en rendant obligatoire la déclaration individuelle d'intention pour du personnel ayant des fonctions liées à la sécurité des circulations et permettant :
- de connaître au moins 48 heures à l'avance les effectifs disponibles ;
- de réaffecter ces personnels en fonction des besoins réels.

La réforme du régime spécial de retraites donne lieu en octobre et novembre 2007 à des grèves massivement suivies, y compris par l'encadrement le jeudi 18 octobre. Pour la présidente, Anne-Marie Idrac, il s'agit d'un travail de deuil, en raison de la rupture du contrat social implicite entre la SNCF et ses agents.
La grève, qui a débuté le mardi 13 novembre à 20 heures, est jugée injustifiée par une partie des Français. D'après un sondage réalisé par l’Ifop pour Metro, 62 % des Français estiment que la grève du 14 novembre contre la réforme des régimes spéciaux n’est pas justifiée ; dans le même sondage, 82 % des Français sont « favorables » à « l'alignement des régimes spéciaux de retraite, RATP, SNCF, EDF, sur le régime général des salariés de la fonction publique ». Au total, ces grèves auront coûté environ 300 millions d'euros à la SNCF selon Anne-Marie Idrac, avec un effet particulièrement dommageable pour le fret. La grève à la SNCF coûte selon Christine Lagarde entre 300 et 400 millions d'euros à l'économie française chaque jour.
Fin 2007, la réforme du régime spécial de retraites est globalement acquise ; le cadre général en a été fixé par le gouvernement et l'adaptation aux spécificités cheminotes négociée dans l'entreprise par Anne-Marie Idrac.
L'alignement des durées de cotisations (41,5 ans pour une retraite complète) a nécessité un report de l'âge de mise à la retraite d'office en deux temps, pour aboutir au décret du 18 mars 2011, qui relève l'âge maximum de maintien en service : 65 ans pour les agents nés avant le 1er janvier 1957 progressivement relevé à 67 ans pour les agents nés à compter du 1er janvier 1962.
Autre sujet, depuis 2001, le cas des chibanis de la SNCF fait l'objet de plusieurs procédures judiciaires. L'objet du conflit porte sur la reconnaissance de droits dont auraient été lésés les travailleurs immigrés d'origine marocaine et algérienne depuis leur arrivée au sein de la SNCF dans les années 1970. Les chibanis sont victorieux devant les prud'hommes en 2015 avec des amendes cumulées de 170 millions de dommages et intérêts. La SNCF fait appel, mais est de nouveau condamnée par la cour d’appel de Paris le 31 janvier 2018 et se réserve le droit d'ester en cassation.
En décembre 2010, pour la première fois également, la justice condamne la SNCF à 5 000 € d'indemnités à un voyageur à la suite d'un retard imputable à la SNCF et qui lui a fait perdre une journée de travail.
En avril 2012, la SNCF rejoint la Fédération des garanties et assurances affinitaires.
En juin 2014, le projet de réforme ferroviaire du gouvernement Valls suscite une nouvelle grève des cheminots. Le projet de loi veut notamment abroger la loi de 1940 portant statut des cheminots en le remplaçant par un décret-socle.
En 2018, le projet de réforme ferroviaire du second gouvernement Philippe provoque une nouvelle grève des cheminots. Le projet de loi prévoit notamment d'ouvrir la SNCF à la concurrence et d'embaucher les nouveaux recrutés sans les faire bénéficier du « statut des cheminots ». Le mouvement de grèves débute le 3 avril 2018 et dure près de trois mois. Ce mouvement social prend une tournure inédite à l'initiative de la CGT, syndicat majoritaire à la SNCF. Les salariés sont appelés à cesser le travail 2 jours sur 5.
À la suite de l'important mouvement du printemps 2018, Bérenger Cernon, syndicaliste CGT à la gare de Lyon, évoque plusieurs cas, soit d'intimidation, soit de sanctions disproportionnées à l'égard de militants syndicaux.
Selon Éric Beynel, du syndicat Sud, la pression accrue contre les syndicalistes serait à l'origine de nombreux suicides de militants à la SNCF.
En 2019, la réforme des retraites provoque un nouveau mouvement de grève qui perturbe les transports durant le mois d'octobre. Le syndicat CGT des cheminots appelle, comme SUD-Rail, l’UNSA-Ferroviaire ainsi que plusieurs syndicats de la RATP, à participer au nouveau mouvement de grève reconductible à partir du 5 décembre.
En septembre 2020, le ministre délégué aux Transports Jean-Baptiste Djebbari déclare, après un appel à la grève lancé par la CGT, qu'il s'agit d’une grève par habitude, fustigeant certaines actions syndicales,.
Entre 1947 et 2022, 30 millions de jours de travail aurait été perdus à la SNCF du fait des grèves, selon la direction de l'entreprise.

## Arrivée de la concurrence

### Arrivée de la concurrence intramodale
La SNCF a bénéficié dans le passé d'un double monopole, sur le transport ferroviaire d'une part et sur le transport de voyageurs entre villes françaises d'autre part. Sauf cas particuliers prévus par la loi, il n'existait pas de liaisons régulières inter-villes par autocar[réf. nécessaire].
Elle est cependant soumise à une vive concurrence intermodale :
- transport routier et par voie fluviale sur le fret et à l'étranger ;
- transports aériens ;
- voitures particulières et notamment covoiturage et auto-partage. Sur ce dernier point SNCF s'est maintenant positionné avec sa marque iDvroom.

Le cadre juridique pour l'exercice d'une concurrence intramodale est en place en France pour ce qui concerne le transport des marchandises (fret) en trafic international depuis le 15 mars 2003 et en trafic intérieur depuis le 1er avril 2006. Concrètement, le premier train de marchandises privé a circulé en juin 2005 pour le compte d'une filiale du groupe Connex. Depuis avril 2006, huit nouveaux entrants ont obtenu la licence d'entreprise ferroviaire et le certificat de sécurité leur permettant d'utiliser le réseau français : B-Cargo (SNCB), CFL Cargo (CFL/Arcelor), Euro Cargo Rail (EWS, aujourd'hui DB Schenker Rail), Europorte Channel (ex-Europorte 2), Rail4Chem (BASF), Veolia Transport (Connex), VFLI (Groupe SNCF Geodis) et Seco-Rail (Colas). Ces entreprises représentent dès 2007 environ 5 % des trafics[réf. nécessaire] ; en 2008, leurs investissements en matériel roulant pourraient leur ouvrir 10 % du marché[réf. nécessaire].
De son côté, la SNCF a obtenu les certificats de sécurité lui permettant de commencer à tracter ses propres trains dans certains pays voisins, notamment la Belgique, l'Italie, les Pays-Bas, l'Allemagne, le Luxembourg.
Concernant le transport de voyageurs, les textes européens prévoient l'ouverture à la concurrence du trafic international de voyageurs, incluant le cabotage (c'est-à-dire la desserte de gares intermédiaires), au 1er janvier 2010 (troisième « paquet » ferroviaire). Pour les transports régionaux ou locaux, le texte sur les obligations de service public permet la mise en concurrence des services régionaux (TER).

### Prévoyance de l'ouverture à la concurrence ferroviaire
Depuis le début de l’année 2021, l’ouverture à la concurrence sur certaines lignes à grande vitesse a été officialisée. Les entreprises Trenitalia (italienne) et Renfe (espagnole) ont annoncé leur installation prochaine sur des lignes ferroviaires françaises telles que Paris-Lyon-Milan, Paris-Londres ou encore Paris-Lyon-Marseille.
Des lignes régionales sont aussi ouvertes à la concurrence, les régions peuvent désormais lancer des appels d’offres pour exploiter ces lignes. Par exemple, la liaison Marseille-Toulon-Nice a été remportée par Transdev, qui a signé un contrat de 870 millions, avec une entrée en vigueur à la mi-2025. D’autres régions ont aussi publié des appels d’offres, tels que Grand Est, Hauts-de-France, Île-de-France ou encore Pays de la Loire.
Pour “contrer” la concurrence, SNCF lance un réaménagement et une rénovation de son offre. En effet, le groupe envisage des travaux de rénovation sur 17 rames TGV, une segmentation de l’offre répartie en trois classes : seconde, première et Business Première, ou encore l’implantation des filiales SNCF à l’étranger, comme l’arrivée de OUIGO en Espagne dans l’axe Madrid-Barcelone.

## Présidents de la SNCF

Nouveau siège de la SNCF à Saint-Denis.

Ancien siège de la SNCF, rue du Commandant-René-Mouchotte à Paris.

Depuis sa fondation en 1938, la SNCF est présidée par, :
- Pierre Guinand (1938-1940) ;
- Pierre-Eugène Fournier (1940-1946) ;
- Marcel Flouret (1946-1949) ;
- Pierre Tissier (1949-1955) ;
- Louis Armand (1955-1958) ;
- André Ségalat (1958-1975) ;
- Jacques Pélissier (1975-1981) ;
- André Chadeau (1981-1985) ;
- Philippe Essig (1985-1988) ;
- Philippe Rouvillois (1988) ;
- Jacques Fournier (1988-1994) ;
- Jean Bergougnoux (1994-1995) ;
- Loïk Le Floch-Prigent (1995-1996) ;
- Louis Gallois (1996-2006) ;
- Anne-Marie Idrac (2006-2008) ;
- Guillaume Pepy (2008-2014) ;
- Guillaume Pepy, Jacques Rapoport, Frédéric Saint-Geours (2015-2016) ;
- Guillaume Pepy, Patrick Jeantet, Frédéric Saint-Geours (2016-2019) ;
- Jean-Pierre Farandou, Patrick Jeantet, Frédéric Saint-Geours (novembre-décembre 2019) ;
- Jean-Pierre Farandou (depuis le 1er janvier 2020).

## Communication

### Identité visuelle et sonore

#### Logotypes
Le logo visuel actuel de la SNCF a été créé en 2005 par l'agence Carré Noir, filiale du groupe de communication Publicis. Il a été légèrement remanié en 2011 : arrondissement des angles, disparition des ombres à l'intérieur des lettres ainsi que derrière, et séparation plus nette entre elles.

Galerie des six logos
Premier insigne de la SNCF créé par Maximilien Vox, utilisé à partir du 1er janvier 1938.
Logo utilisé de 1967 jusqu'au 1er décembre 1985.
Logo créé par Roger Tallon, utilisé du 2 décembre 1985 au 13 décembre 1992.
Logo remanié par Joël Desgrippes, utilisé du 14 décembre 1992 au 16 mars 2005.
Logo du 17 mars 2005 au 28 août 2011.
Logo depuis le 29 août 2011.

#### Identité sonore
Le logo sonore de la SNCF — les quatre notes do – sol – la bémol – mi bémol —, en version chantée, a été créé en 2005 par Michaël Boumendil. David Gilmour, guitariste emblématique du groupe Pink Floyd, s'en inspire pour un morceau de son dernier album Rattle That Lock.
Simone Hérault est la voix de la SNCF depuis 1981.

### Image publique
L'image d'une entreprise comme la SNCF est un enjeu important,,,.
Cependant, selon un sondage TNS SOFRES paru en 2010, 66 % des Français ont une bonne image de la SNCF. Fin 2019, cette proportion est mesurée à 50 % par le baromètre Posternak-Ifop sur l'image des entreprises. En 2020, Eight Advisory et l'IFOP dévoilent leur classement des entreprises françaises les plus admirées : la SNCF se trouve en 23e position. Toujours selon ce classement, la SNCF obtient la note de 11,24/20 pour son impact sur l'économie française, 10,32/20 pour son implication en matière environnementale ainsi que la note de 10,82/20 pour sa capacité à améliorer le quotidien des Français, notamment nécessaire en temps de crise. Pour l'édition 2021 de ce classement réalisé par l'IFOP, la SNCF progresse de quatre places et se positionne en 19e position.
La sécurité dans les trains est aussi souvent mise en avant. Pour ce faire, environ 2 800 cheminots forment la Sûreté ferroviaire, la surveillance générale de la SNCF, dont 50 % des effectifs sont affectés dans la région Île-de-France.
En 2017, moins de 30 % des usagers interrogés dans l'enquête de satisfaction réalisée par l’UFC-Que choisir se déclarent satisfaits des trains Intercités, des TER et du réseau Transilien en matière de ponctualité et de gestion des retards.

### Activité de lobbying et de réflexion

#### Auprès de l'Assemblée nationale
La SNCF est inscrite comme représentant d'intérêts auprès de l'Assemblée nationale. Elle déclare à ce titre qu'en 2012, les coûts annuels liés aux activités directes de représentation d'intérêts auprès du Parlement sont compris entre 150 000 et 200 000 euros.

#### Auprès des institutions de l'Union européenne
La SNCF est inscrite depuis 2009 au registre de transparence des représentants d'intérêts auprès de la Commission européenne. Elle déclare en 2015 pour cette activité 2,5 collaborateurs à temps plein et des dépenses d'un montant compris entre 500 000 et 600 000 euros. La SNCF indique avoir perçu sur le même exercice 233 500 000 euros de subventions des institutions de l'Union européenne.

#### Forum Vies Mobiles
Créé en 2011 par la SNCF, le Forum Vies Mobiles est un « institut autonome de recherche et d’échanges sur les mobilités ». L'entreprise publique le finance à 100 % à hauteur de 2 millions d'euros par an.

## Patrimoine

### Archives et documentation
Les archives de la SNCF, archives publiques ouvertes à tous les citoyens, sont gérées par la SNCF en vertu d'une délégation du service interministériel des archives de France. Elles sont réparties sur deux sites : le Centre national des archives du personnel situé à Béziers, et le Centre national des archives historiques qui se trouve au Mans qui conserve plus de 50 km linéaires d'archives. Un centre d'archives intermédiaire est installé en Île-de-France.

### Monuments historiques
Le Groupe SNCF est propriétaire ou affectataire de plus de 90 bâtiments et ouvrages d'art (en majorité des gares et des ponts ou viaducs) protégés au titre des monuments historiques. Par ailleurs, l'entretien et la rénovation de ses gares historiques sont confiés à des architectes du patrimoine. De nombreux architectes, artistes et décorateurs de renom ont contribué à l'architecture des gares, comme à la gare de Limoges-Bénédictins ou la gare de Metz-Ville, élues régulièrement comme les gares préférées des Français.
Le musée d'Orsay est installé dans l'ancien palais d'Orsay, gare du Paris-Orléans (PO) fermée aux voyageurs en 1939. L'exploitation ferroviaire continue en sous-sol (gare du Musée d'Orsay de la ligne C du RER).
En 2020, pour la première fois, un poste d'aiguillage a été entièrement protégé au titre des monuments historiques, pour sa technique et pour son architecture. Il s'agit de l'ancien poste d'aiguillage central de la gare de Rennes.

### Matériel roulant
La SNCF conserve environ 240 véhicules historiques, dont 160 sont confiés à la Cité du train, à Mulhouse, musée bénéficiant de l'appellation Musée de France.

## La SNCF dans la culture

### Cinéma
Depuis le premier film des frères Lumière, la SNCF est l'entreprise qui accueille le plus de tournages en France, entre 180 et 200 tournages par an, ce qui représente environ deux tiers des productions françaises. Il y eut entre 1942 et la fin des années 1970 une Section centrale cinématographique de la SNCF ayant produit ses propres documentaires sur les chemins de fer français. Au gré des réorganisations administratives, la section cinématographique est devenue le pôle Cinéma et Tournages de la SNCF, lequel ne produit plus ses propres œuvres.
Ci-après sont listés une très courte sélection des films emblématiques où la SNCF est au cœur du sujet :
- La Fille du RER ;
- La Bataille du rail ;
- Gare du Nord ;
- Mission Impossible ;
- La Bête humaine ;
- Le Train.

Le pôle Cinéma et Tournages de la SNCF est également partenaire de Film France.

### Bande dessinée
La SNCF est partenaire du festival de BD d'Angoulême au cours duquel, elle remet le Fauve Polar SNCF. Son engagement pour la lecture et « pour faire entrer la culture populaire », se traduit également par des opérations de promotion de la lecture dans les gares.

### Concerts
La SNCF est associée au festival du Hellfest pour lequel elle a affrété des trains spéciaux, privatisés, comme le Crazy train en 2019 par exemple.

### Séries télévisées
- Le Train, 2004-2005 : La série met en scène sept voyageurs d'un TER (Train Express Régional) qui les ramène chez eux chaque soir.
- Quai no 1, 1997-2006 : Cette série raconte les enquêtes du commissaire Marie Saint-Georges de la brigade spéciale des trains et frontières.
- Le train bleu s'arrête 13 fois, 1965-1966 : Chaque épisode est consacré à une gare du parcours du célèbre Train bleu qui relie Paris à Menton, et où se déroule une intrigue policière chaque fois différente.